# John Lennon
John Winston Ono Lennon, nato John Winston Lennon (Liverpool, 9 ottobre 1940 – New York, 8 dicembre 1980), è stato un cantautore, polistrumentista, artista e attivista britannico.

Firma di John Lennon

Dal 1960 al 1970 fu compositore e cantante del gruppo musicale dei Beatles, dei quali compose anche la maggior parte delle canzoni in coppia con Paul McCartney. Con quest'ultimo formò uno dei più rilevanti e acclamati sodalizi musicali della storia della musica del ventesimo secolo. È il cantautore di maggior successo nella storia delle classifiche inglesi, seguito da McCartney. Nel 2002, in un sondaggio della BBC sulle 100 personalità britanniche più importanti di tutti i tempi, si è classificato settimo.
Terminata l'esperienza con i Beatles, John Lennon fu anche musicista solista, autore di disegni e testi poetici, nonché attivista politico e paladino del pacifismo. Questo gli causò problemi con le autorità statunitensi (FBI), che per lungo tempo spiarono tutte le sue attività e quelle della moglie Yōko Ono, considerandolo un sovversivo e rifiutandogli più volte la Green Card. Fu assassinato con quattro colpi di rivoltella da un suo stesso fan, Mark David Chapman, la sera dell'8 dicembre 1980 a New York.
Lennon si sposò due volte: dal primo matrimonio con Cynthia Powell ebbe il figlio Julian, mentre dal secondo matrimonio con l'artista giapponese Yoko Ono nacque il figlio Sean. Entrambi i figli hanno seguito la carriera artistica del padre. Dopo il matrimonio con Yoko, John cambiò legalmente il proprio nome in John Winston Ono Lennon.
John Lennon è al 5º posto nella lista dei 100 migliori cantanti secondo Rolling Stone. Si trova inoltre al 55º posto della lista dei 100 migliori chitarristi secondo Rolling Stone.

## Biografia

### Infanzia
(John Lennon)
Nacque al Maternity Hospital di Oxford Street, a Liverpool, nel pomeriggio del 9 ottobre 1940, mentre era in corso un raid aereo tedesco della seconda guerra mondiale, da una famiglia discendente dagli O'Leannain o O'Lonain dell'Irlanda occidentale. La madre Julia (chiamata anche Juliet, Judy o Ju), nata Stanley, decise di chiamarlo John, nome che piaceva ad Alfred (il padre) come tributo al nonno paterno, ma era anche un tipico nome della middle class inglese, che evocava tutte le qualità più ammirate dagli Stanley e poi successivamente gli diede come secondo nome Winston, in onore dell'allora primo ministro Winston Churchill. Il padre, Alfred, che si era imbarcato come cameriere su una lussuosa nave diretta nelle Indie occidentali il giorno dopo il matrimonio, tornava a casa in licenza per brevi periodi e in una di queste occasioni, nel gennaio del 1940, Julia rimase incinta e si accorse di aspettare un bambino quando il marito aveva già ripreso il mare. Nel 1942 i genitori di John si separarono e nel 1945 il padre, Alfred, decise di portare suo figlio con sé in Nuova Zelanda. John si rifiutò e decise di rimanere con la madre. Intanto Julia ebbe un'altra figlia, Victoria Elizabeth, nata nel giugno del 1945 dalla relazione con un soldato gallese, ma fu costretta a darla in adozione con il nome di Ingrid.
Nella primavera del 1946 la zia Mimi prese John sotto la protezione propria e di suo marito George, con cui non aveva figli, con l'intento di responsabilizzare maggiormente sua sorella, da lei considerata ingenua e imprudente. Così John si trasferì a Woolton, al 251 di Menlove Avenue.
Il piccolo John aveva dunque sei anni quando venne allontanato dalla madre per la prima volta. Nel 1946 Julia e Alfred divorziarono. Julia incontrò allora John 'Bobby' Dykins e decise di traslocare con lui e John, che nel frattempo non viveva più con gli zii, in un piccolo appartamento. Il padre di Julia mandò Mimi a fare un sopralluogo del nuovo appartamento della famiglia, e una volta giudicatolo inadeguato, John venne riportato a "Mendips". Il 5 marzo 1947 nacque Julia Dykins, la sorellastra di John, e i genitori tornarono a vivere a Penny Lane. Il 26 ottobre del 1949 venne alla luce anche la seconda sorellastra di John, Jacqueline, detta Jakie, e la famiglia traslocò a Springwood.

### Adolescenza nella casa della zia Mimi

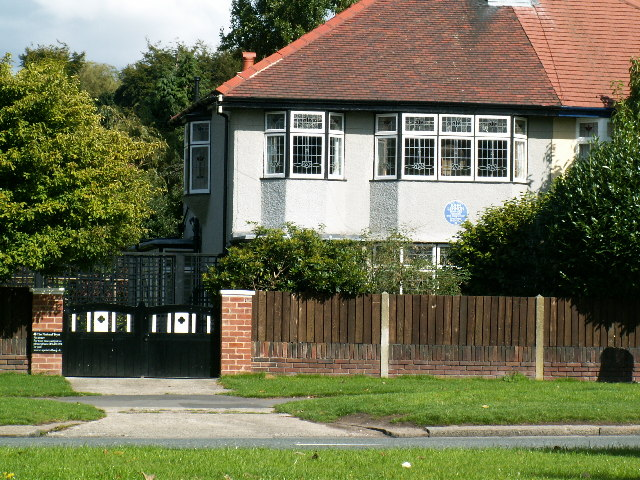
"Mendips"

John cominciò a frequentare la Dovedale Primary School, dove il maestro e il preside si accorsero sin dall'inizio della personalità eccentrica del giovane alunno e della sua creatività. Dopo aver terminato la scuola elementare, si iscrisse alla Quarry Bank High School, dove collezionò risultati negativi. Zia Mimi, dopo aver notato il talento del nipote nel disegnare, riuscì a farlo iscrivere, non senza fatica, al Liverpool College of Art.
(John Lennon)
In quel periodo Lennon si avvicinò alla musica da autodidatta. Imparò dapprima a suonare un'armonica a bocca regalatagli da uno studente a pensione presso la zia Mimi a “Mendips”. Poi venne a contatto con le produzioni musicali che furoreggiavano allora: Rock Around the Clock di Bill Haley, Rock Island Line di Lonnie Donegan e Heartbreak Hotel di Elvis Presley. Folgorato da questi brani, si fece regalare una chitarra alla buona dalla madre che gli insegnò anche gli accordi al banjo; e nel 1956 formò la sua prima band, i Quarrymen. Storica è la frase di zia Mimi che, vedendo il nipote sempre alle prese con la sua chitarra, gli disse: «La chitarra va bene, John, ma non ti darà certo da vivere» («The guitar's all very well, John, but you'll never make a living out of it»). Qualche anno dopo, raggiunta la popolarità, Lennon avrebbe fatto incidere questa frase su una targa d'argento, mandandola alla zia.
(John Lennon, 1970)
Nel giugno 1953 morì lo zio George. Ma un altro lutto ben più devastante avrebbe colpito John Lennon: nel 1958 la madre Julia morì investita da un'auto guidata da un agente di polizia ubriaco. Qualche anno dopo John avrebbe ricordato la notte dell'incidente come la più brutta della sua vita: «I lost my mother twice. Once as a child of five and then again at seventeen. It made me very, very bitter inside. I had just begun to re-establish a relationship with her when she was killed» ("Ho perso mia madre due volte. Una volta da bambino a cinque anni e poi ancora a diciassette. Mi diede molta, molta amarezza. Avevo appena iniziato a ristabilire una relazione con lei quando fu uccisa").
(John Lennon, 1971)
(John Lennon, 1978)
Il biografo di Lennon, Ian MacDonald, ha definito Julia come "più grande e importante musa di suo figlio". Durante un concerto dei Quarrymen, John incontrò Paul McCartney e andò a formarsi così il nucleo centrale dei futuri Beatles (McCartney aveva a sua volta perso la madre nel 1956 per un tumore al seno). In casa di zia Mimi, la "mitica" residenza dal nomignolo Mendips, al numero 251 di Menlove Avenue, Lennon visse fino al 1963. In quella casa sarebbero nate le prime canzoni dei Beatles. Assieme a McCartney, Lennon si sarebbe ritirato spesso nella tranquilla dimora – sicuramente uno dei punti-chiave della toponomastica beatlesiana – al fine di trarre ispirazione per nuove canzoni.

### Formazione dei Beatles e periodo amburghese

#### DaPlease Please MeaRubber Soul(1963-1965)

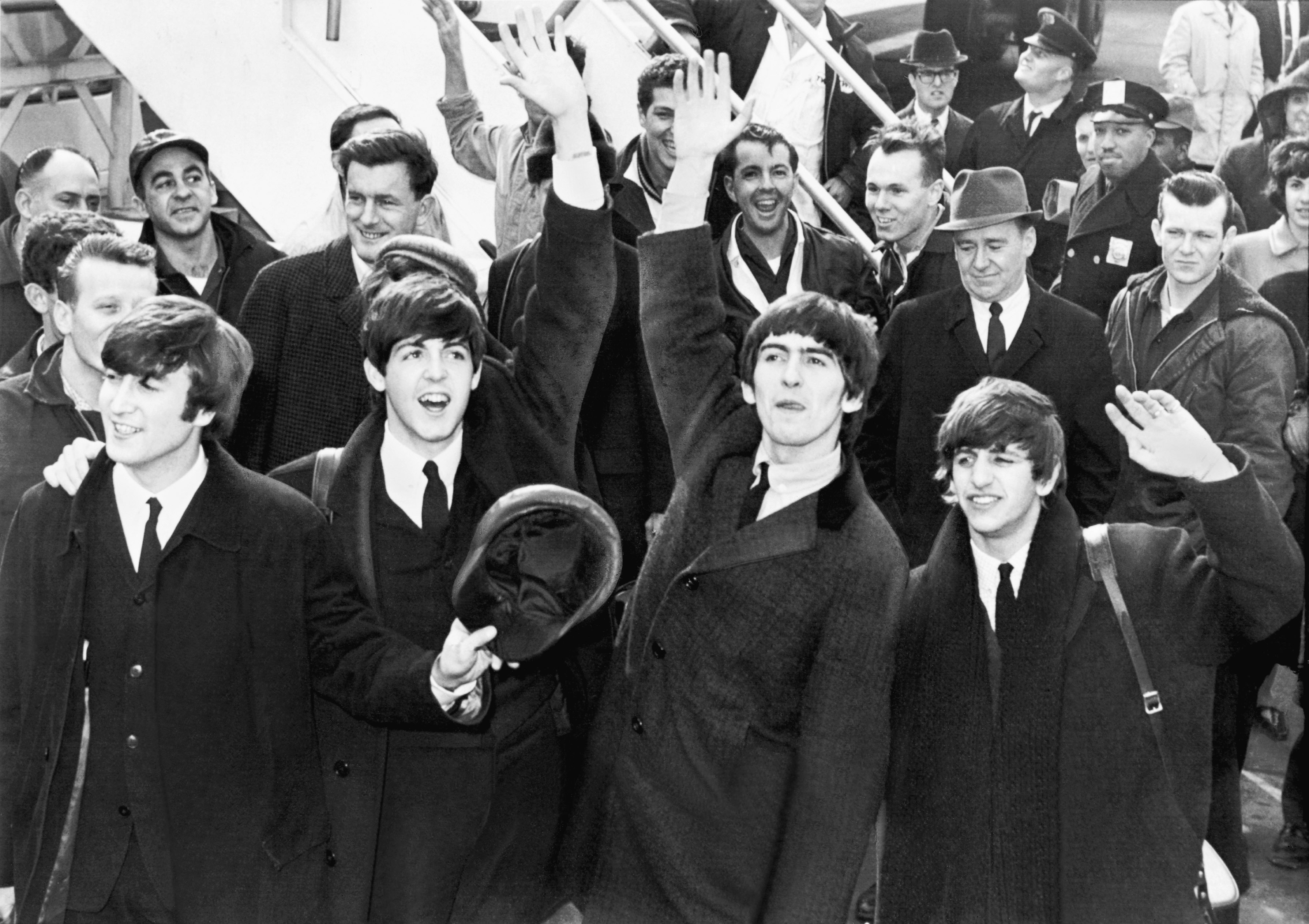
The Beatles (John è il primo a sinistra) al loro arrivo al JFK Airport di New York nel 1964

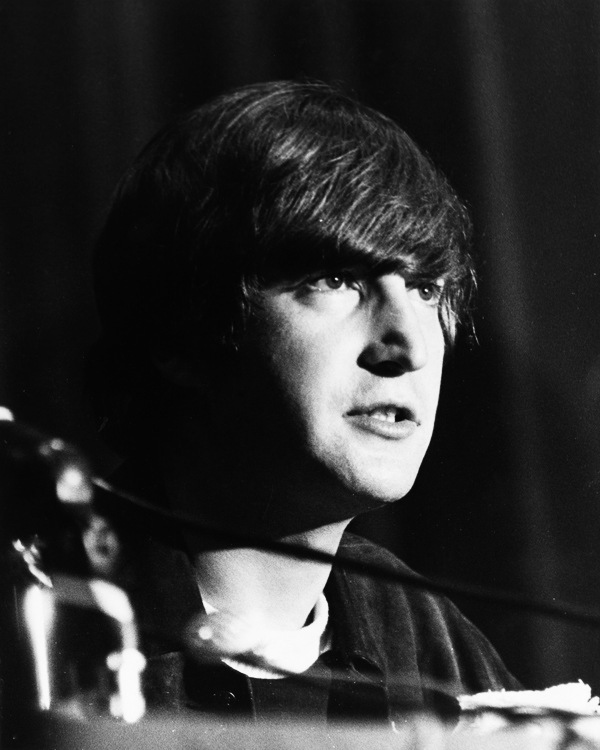
John Lennon nel 1964

I Beatles, dopo esser riusciti a ottenere un contratto discografico con la Parlophone, pubblicarono il loro primo singolo; Love Me Do, che non ottenne il successo desiderato. John, nel 1963, scrisse con Paul McCartney, i primi due successi dei Beatles: Please Please Me, nata inizialmente come una lenta ballata alla Roy Orbison, ma poi accelerata per renderla più commerciale, piena di sottintesi significati sensuali (colti benissimo dai giovani dell'epoca, che ne decretarono l'immediato successo) e l'indimenticabile She Loves You, con il ritornello yeah yeah yeah, tanto semplice e immediato, quanto efficace e incisivo, che divenne un vero tormentone tra i giovani inglesi.
(Paul McCartney)

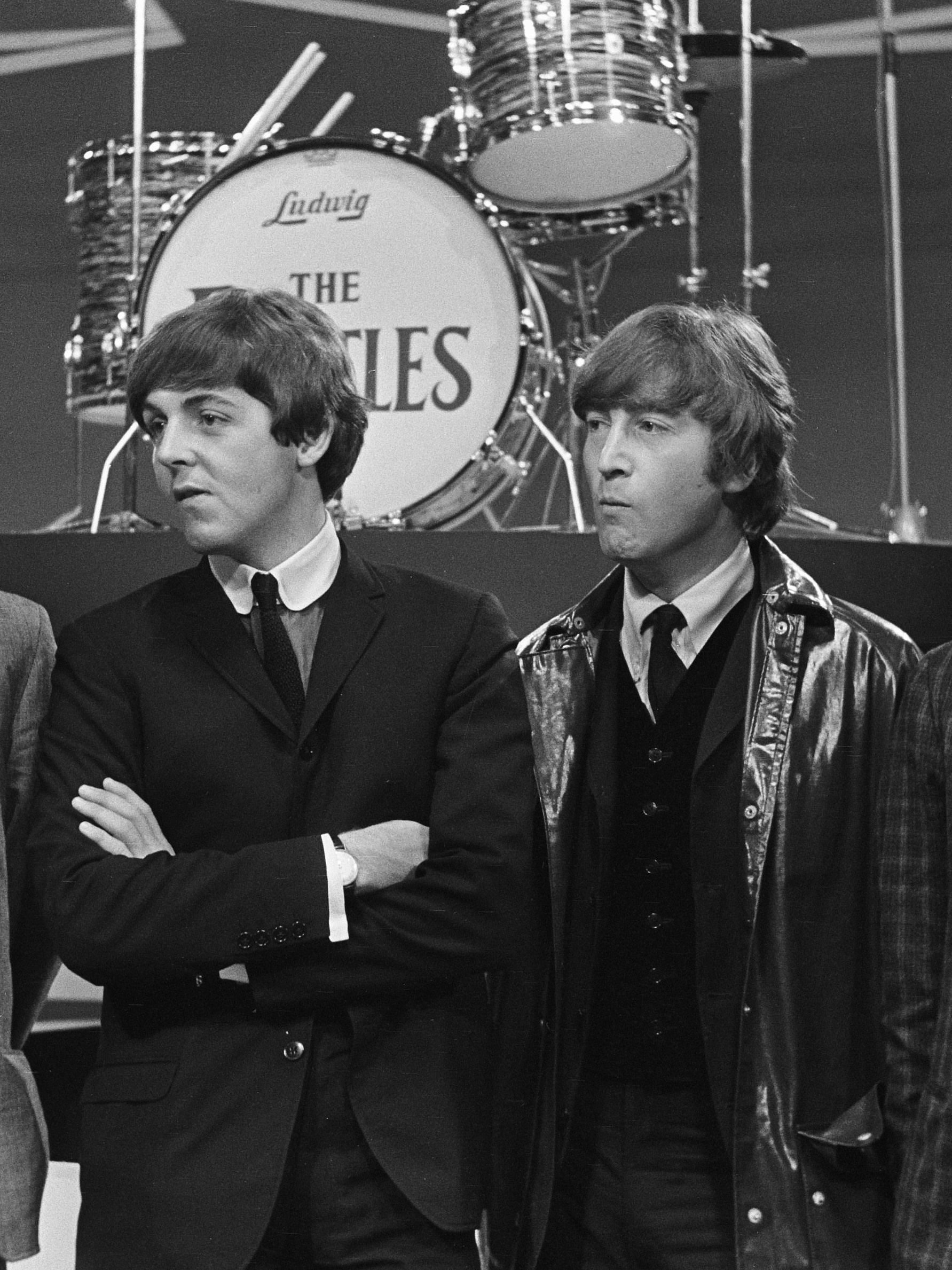
Paul McCartney e John Lennon nel giugno 1964

Negli anni a seguire, John si dimostrò un artista eclettico, riuscendo a farsi apprezzare anche come attore, sia nei film dei Beatles (Tutti per uno, Aiuto!, Magical Mystery Tour), sia in pellicole non musicali (Come ho vinto la guerra), e persino come scrittore – In His Own Write e A Spaniard in the Works – vincendo dei premi letterari. L'aspetto di John, però, che colpì maggiormente il pubblico e i critici fu senz'altro il suo umorismo dissacrante e sardonico nei confronti delle istituzioni. Famosa a proposito rimane una sua frase rivolta al pubblico il 4 novembre 1963, durante il “Royal Variety Performance”, serata di gala che si tiene alla presenza della Famiglia Reale Inglese rappresentata in quella occasione dalla Regina Madre e dalla Principessa Margaret: «For our last number, I'd like to ask for your help. For the people in the cheaper seats, clap your hands [...] and the rest of you, if you'll just rattle your jewellery» ("per la nostra ultima canzone vi chiedo un aiuto. Le persone nei posti economici possono applaudire... gli altri possono agitare i loro gioielli").
Tra il 1964 e il 1966, i Beatles si dedicarono alla realizzazione di diversi album, e intrapresero diversi tour mondiali che li portarono in molte parti del mondo, e che fecero dilagare la Beatlemania anche al di fuori dell'Inghilterra. Nel 1965, pubblicarono Rubber Soul, in cui John scrisse Nowhere Man, Girl, In My Life, Run for Your Life e Norwegian Wood, canzone molto innovativa per il periodo, sia per il testo, ma anche per la strumentazione, poiché conteneva un sitar, suonato da George Harrison; infatti i Beatles si dedicheranno sempre maggiormente alla sperimentazione musicale, abbracciando moltissimi stili musicali e introducendo nella musica rock elementi orientali e psichedelici, elementi che renderanno sempre più caratteristica la musica dei Beatles, sino a renderla unica.

#### DaRevolveral viaggio in India (1966-1968)
Nel 1966, i Beatles realizzarono Revolver, un album rivoluzionario in cui John scrisse canzoni come I'm Only Sleeping, She Said She Said, And Your Bird Can Sing, e in particolare Tomorrow Never Knows, dove la voce di Lennon si sovrapponeva a una miriade di effetti elettronici creati in studio dagli stessi Beatles, John scrisse il testo della canzone isprandosi al libro The Psychedelic Experience, di Timothy Leary, che a sua volta si era ispirato al Libro tibetano dei morti, per scrivere il suo libro; John ebbe modo di leggere questi testi e vi trasse il testo della canzone.

Il 4 marzo del 1966, venne pubblicato sul quotidiano londinese un articolo che descriveva l'intervista che Maureen Cleave, una giornalista che già in precedenza aveva realizzato articoli sui Beatles, aveva fatto a John, e durante l'intervista fece una propria osservazione sulle istituzioni religiose: «Il cristianesimo scomparirà. Si consumerà e poi svanirà. Non c’è bisogno di discutere su questo punto; so che ho ragione e verrà dimostrato che ho ragione. In questo momento noi siamo più famosi di Gesù. Non so cosa scomparirà prima: il rock’n’roll o il cristianesimo. Gesù era nel giusto, ma i suoi discepoli erano ottusi e mediocri; è il modo in cui loro lo distorcono ciò che per me rovina il cristianesimo». In Inghilterra non fu data grande rilevanza all'osservazione di John, ma in seguito una rivista statunitense per giovani pubblicò l'intervista, per inserirla in un articolo intitolato "I dieci adulti che amate o detestate di più"; le sue osservazioni su Gesù e sui Beatles scatenarono negli Stati Uniti ondate di sdegno pubblico, culminate in immensi falò dei loro album, organizzati da fanatici religiosi. I Beatles avrebbero dovuto compiere un tour estivo in America e si pensò di annullarlo, ma partirono comunque. Brian Epstein fece una dichiarazione di scuse, dichiarando che le parole di John erano state fraintese, ma i concerti furono molto tesi e i Beatles ricevettero addirittura minacce di morte. John e gli altri Beatles fecero una conferenza stampa per chiarire la situazione e John disse: 
(John Lennon, 1966)

Lennon nel 1967 all'epoca di Sgt. Pepper's, con i celebri occhialini tondi e i baffi da "tricheco"

Dopo la decisione presa dal gruppo di porre fine ai concerti, che secondo Lennon erano diventati inascoltabili, i Beatles passarono vari anni a registrare in studio. Nella prima metà del 1967 il gruppo realizzò l'album Sgt. Pepper's Lonely Hearts Club Band, che venne pubblicato il primo giugno; l'album conteneva sonorità complesse e innovative rispetto ai precedenti album, ed è considerato uno dei migliori album di tutti i tempi. John compose all'interno di Sgt. Pepper A Day in the Life, Lucy in the Sky with Diamonds, una canzone ispirata da un disegno del figlio Julian, Being for the Benefit of Mr. Kite!, che scrisse basandosi su un manifesto che pubblicizzava uno spettacolo circense svoltosi nel 1843, e Good Morning Good Morning, un brano che narra della noia della vita casalinga, ispirato da una pubblicità televisiva.
(John Lennon, 1967)
Dopo l'album Magical Mystery Tour (contenente I Am the Walrus, di John) e il relativo film, i Beatles, nel febbraio del 1968 intrapresero un viaggio in India, per studiare la meditazione trascendentale al seguito del guru Maharishi Mahesh Yogi. In India il gruppo compose molte canzoni, e John in particolare realizzò Happiness Is a Warm Gun (tradotto, La felicità è una pistola calda), e altre canzoni come The Continuing Story of Bungalow Bill e Everybody's Got Something to Hide Except Me and My Monkey.
(John Lennon)
George Harrison e John furono gli ultimi dei quattro Beatles a lasciare l'India, (Paul McCartney e Ringo Starr se ne erano già andati in precedenza) insospettiti da presunti abusi sessuali da parte del Maharishi. Durante il viaggio di ritorno John scrisse una canzone denigratoria verso il guru, inizialmente incentrata sulla parola "Maharishi", ma in seguito George Harrison convinse John a cambiare il titolo in Sexy Sadie.
(John Lennon)

#### Il divorzio da Cynthia
Cynthia Lennon era consapevole dei numerosi tradimenti compiuti da John in questo periodo, ma fu, secondo la sua ammissione, il crescente consumo di droga a dividerli, non solo l'entrata in scena di Yoko Ono. Dopo essere tornato dall'India, Lennon chiese il divorzio, accusando Cynthia di infedeltà, accusa che cadde nel vuoto quando si scoprì che Yoko era incinta. Lennon si rifiutò di concederle più di 75.000 sterline a titolo di alimenti. Alla fine Cynthia Powell ricevette 100.000 sterline, 2.400 sterline all'anno, la custodia di Julian e Kenwood, la casa di Lennon a Weybridge. Julian non rivedrà suo padre sino al 1969.

#### DalWhite AlbumaAbbey Road(1968-1969)

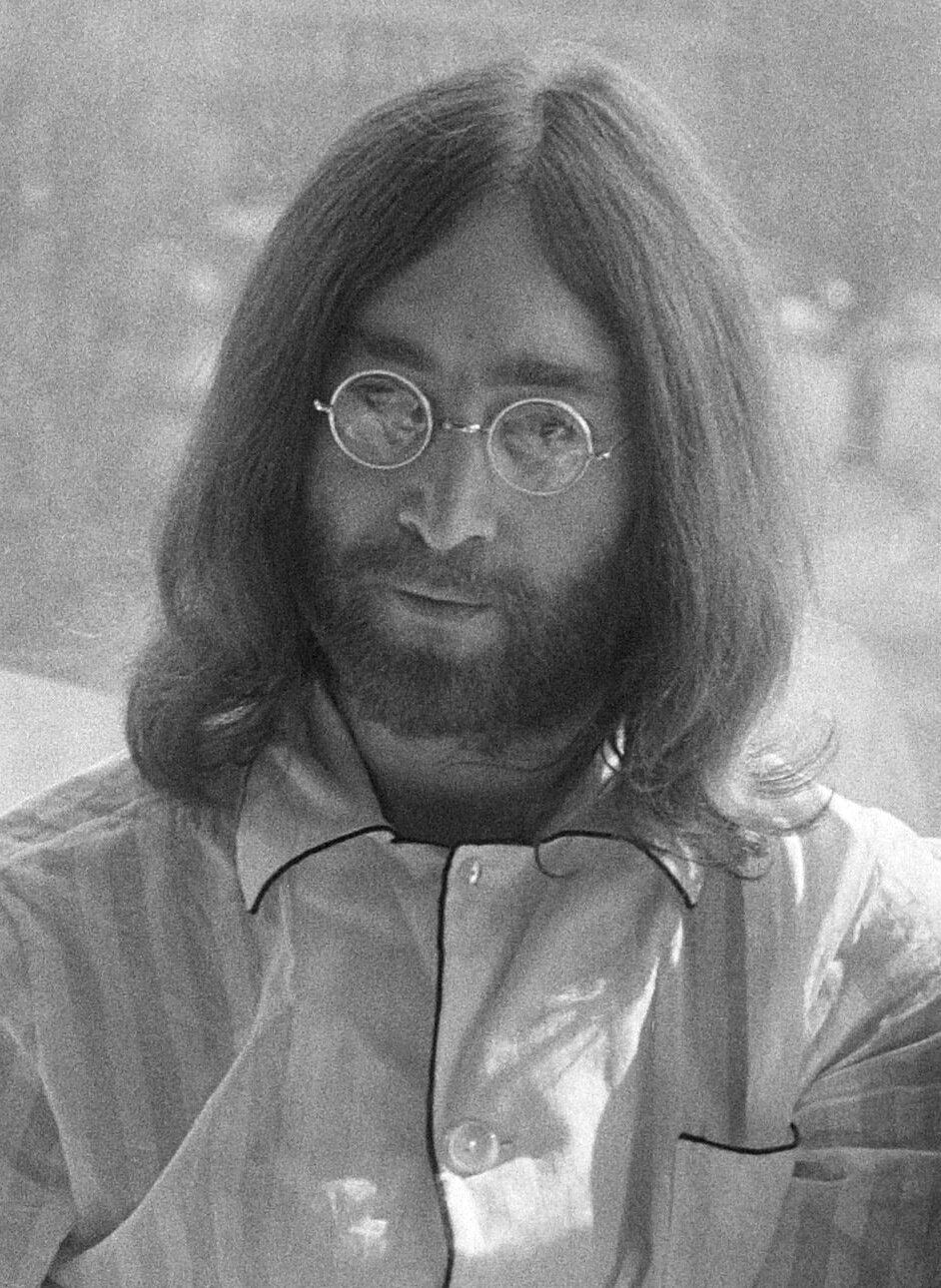
John Lennon nel 1969

Dopo essere tornato nel Regno Unito, il gruppo si dedicò alla creazione di una propria etichetta discografica, la Apple, e alla registrazione di un album doppio intitolato The Beatles, più comunemente conosciuto come il White Album, nome dovuto alla copertina bianca. In questo periodo cominciano a emergere i primi attriti tra i Beatles, che sommati alla ormai costante presenza in studio di Yōko Ono, la compagna di John, porteranno alla rottura del gruppo. Il White Album contiene un gran numero di brani composti da John, molti dei quali composti in India, come Dear Prudence, Yer Blues, Glass Onion, I'm So Tired, Julia, una canzone dedicata alla madre; Sexy Sadie, Cry Baby Cry, Revolution 1, Revolution 9, (una composizione sonora formata da registrazioni sovrapposte realizzata da John, George Harrison, e Yoko Ono); e Good Night, composta per il figlio Julian e cantata da Ringo Starr. Nel 1969 cominciarono le sessioni dell'album che poi sarebbe diventato Let It Be, in cui John compose interamente Dig a Pony e Across the Universe; in seguito i Beatles realizzarono il loro ultimo album insieme, Abbey Road, dedicandolo all'omonimo studio di registrazione che i Beatles utilizzarono sin dal 1962; John all'interno dell'album compose Come Together, I Want You (She's So Heavy), Because e all'interno del medley che occupa il lato B del disco, i Beatles inserirono tre frammenti di canzoni incomplete composte da John in India: Sun King, Mean Mr. Mustard e Polythene Pam.
(John Lennon)

#### Gli album sperimentali eLive Peace in Toronto

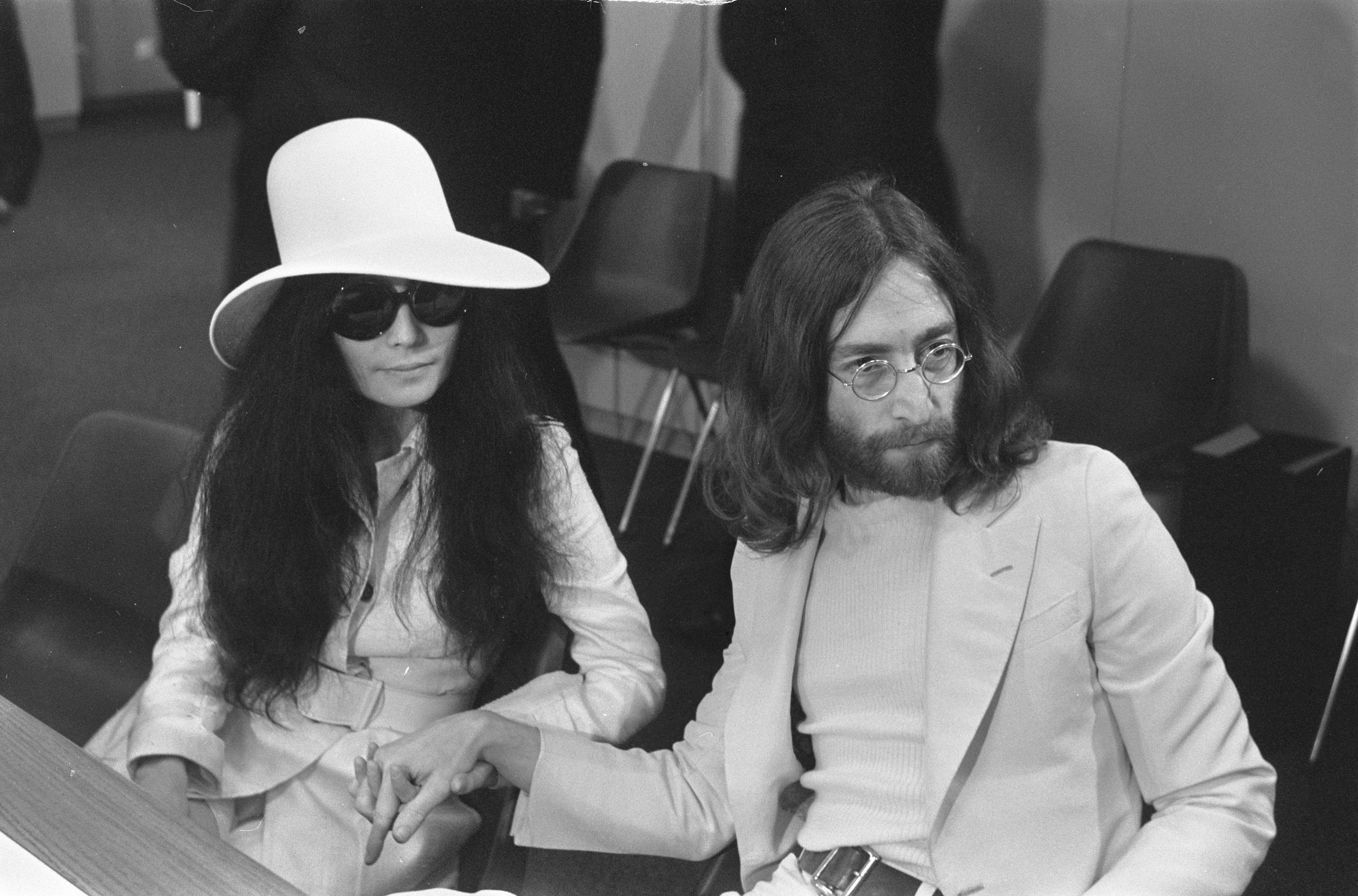
John Lennon e Yoko Ono nel 1969

Durante il periodo che lo vide insieme ai Beatles, Lennon pubblicò insieme a Yoko Ono tre album di musica elettronica sperimentale (almeno per l'epoca), che non avranno grande successo: Unfinished Music No.1 - Two Virgins, Unfinished Music No.2 - Life with the Lions e Wedding Album; il primo è una composizione sonora realizzata in un modo simile a Revolution 9, dei Beatles. Però l'elemento caratterizzante dell'album è l'immagine di copertina, che raffigura John e Yoko nudi; all'epoca la copertina fece scandalo, e alcune case discografiche si rifiutarono di commercializzarlo, l'album fu comunque pubblicato e la copertina venne nascosta da un involucro di carta marrone.
(John Lennon)

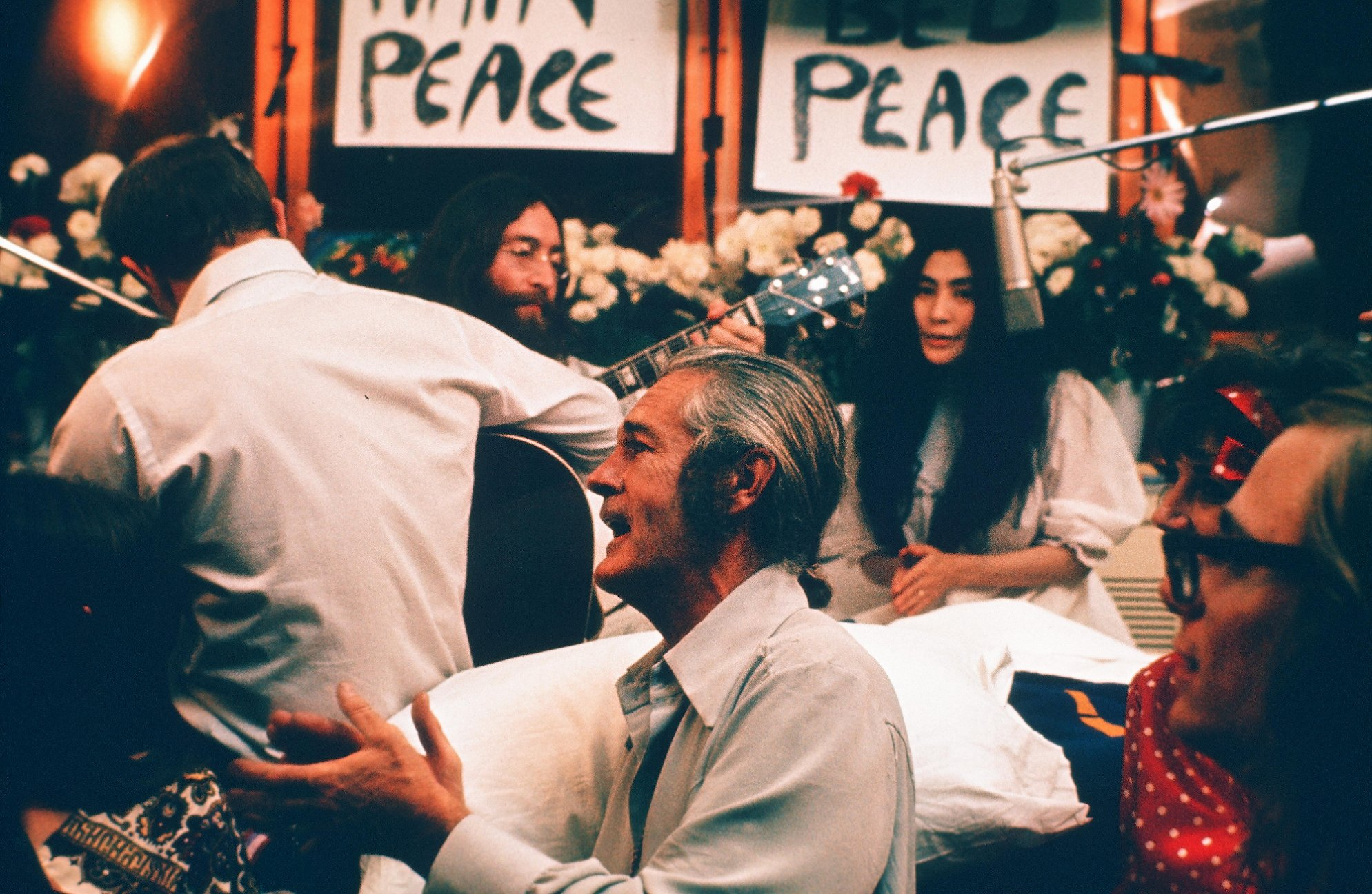
Lennon mentre registra la canzone Give Peace a Chance; in primo piano Tim Leary, di cui era sostenitore

Il secondo album sperimentale (Unfinished Music No.2 - Life with the Lions) contiene diversi brani ma quello principale è Cambridge 1969, che venne registrato all'università di Cambridge e consiste in oltre venti minuti di John alla chitarra che accompagna Yoko Ono nei suoi urli e singhiozzi, il terzo album (Wedding Album) venne pubblicato in occasione del matrimonio svoltosi a Gibilterra tra John e Yoko. Nel 1969, pubblicò l'album dal vivo Live Peace in Toronto, registrato al Rock'n'Roll Revival Concert, a Toronto, con una band appositamente creata, la Plastic Ono Band, che in quell'occasione annoverava come musicisti Eric Clapton alla chitarra solista, Klaus Voormann al basso e Alan White alla batteria. L'album fu il primo live a essere pubblicato da John, anche se in precedenza si era fermamente opposto all'idea di Paul McCartney che i Beatles ricominciassero a fare qualche esibizione dal vivo. Tale album contiene, tra le altre canzoni, le ben note Give Peace a Chance, vero e proprio inno contro le guerre nel mondo, e l'allora inedita Cold Turkey un brano che si rifà alla sua esperienza con l'eroina; infatti il cold turkey, letteralmente «tacchino freddo», un riferimento alla crisi d'astinenza, è il sudore di chi cerca di disintossicarsi. Nell'album è contenuta anche una versione di Yer Blues, un brano dei Beatles pubblicato nel White Album, due brani di Yoko Ono e tre classici del Rock'n'Roll, Blue Suede Shoes, Money (That's What I Want) e Dizzy Miss Lizzy. Il concerto esiste anche in forma di documentario (Sweet Toronto, D. A. Pennebaker, 1971).

### Bed-indi protesta

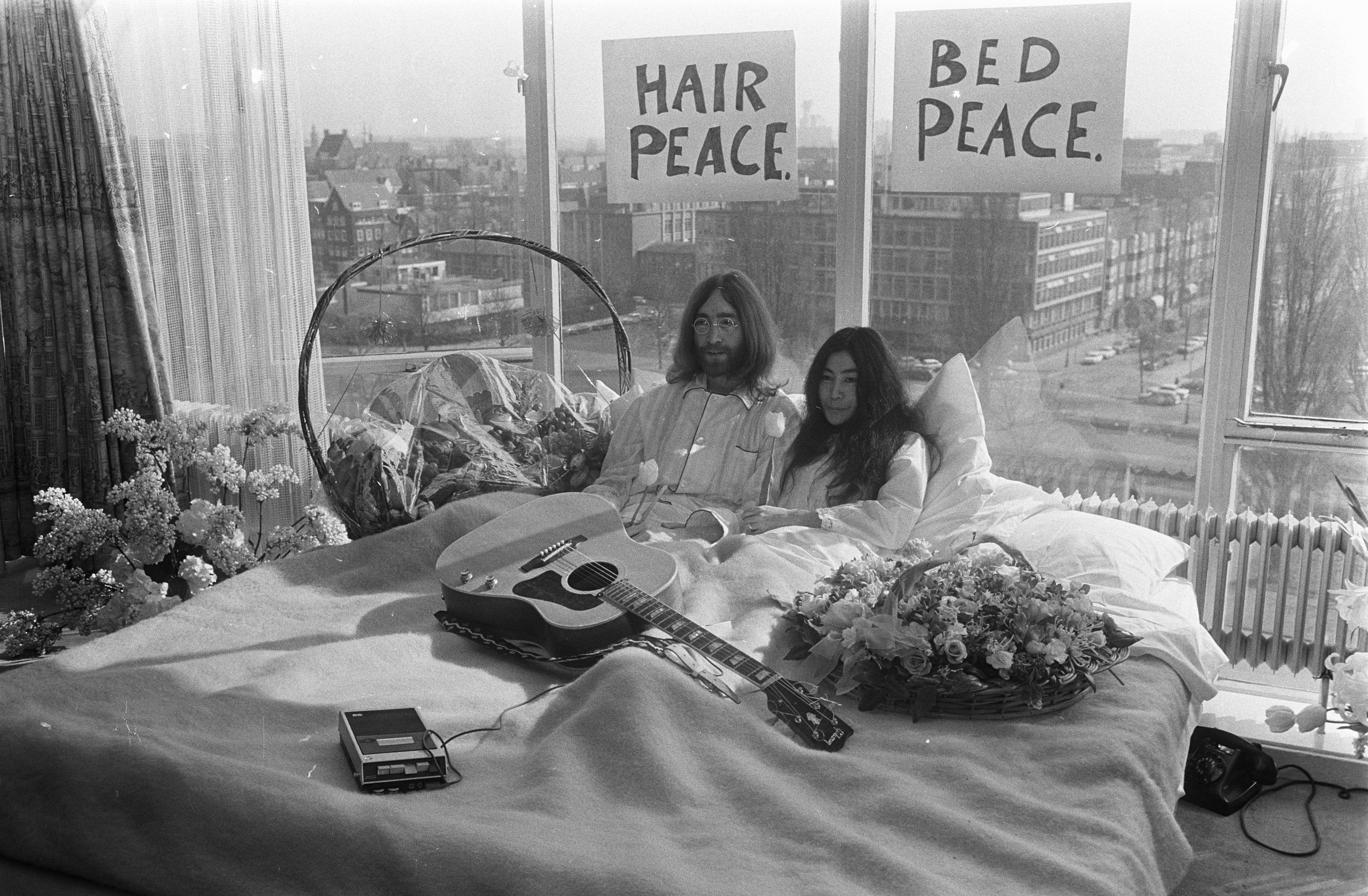
Yoko e John durante il bed-in di Amsterdam, da martedì 25 a lunedì 31 marzo 1969

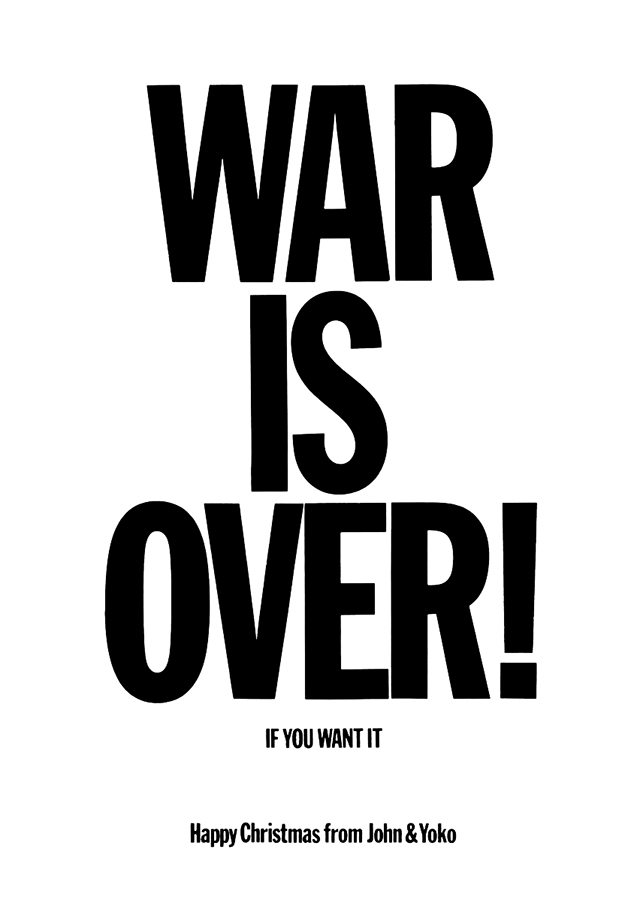
Cartelloni pubblicitari a supporto della campagna per la pace, affissi nel 1969 in 12 delle maggiori città del mondo: New York, Los Angeles, Toronto, Roma, Atene, Amsterdam, Berlino, Parigi, Londra, Tokyo, Hong Kong e Helsinki

Nel marzo del 1969, venne ideato l'episodio del Bed-In, un evento di protesta pacifista, attuato da Lennon assieme a Yoko Ono nella camera numero 1902 (poi diventata 702) dell'Hilton Hotel di Amsterdam: i due, che stavano trascorrendo la loro luna di miele, in favore del pacifismo e contro la guerra del Vietnam, rimasero a letto un'intera settimana, dal 25 al 31 marzo, facendosi riprendere da numerosi fotografi. I giornalisti si accalcarono per riuscire a entrare nella camera, credendo che la coppia avrebbe fatto l'amore in pubblico, davanti alle loro macchine fotografiche, ma si trovarono invece di fronte ai due che, in pigiama, rilasciavano interviste e dichiarazioni sulla pace nel mondo e contro le spese militari.
(John Lennon.)
(John Lennon)

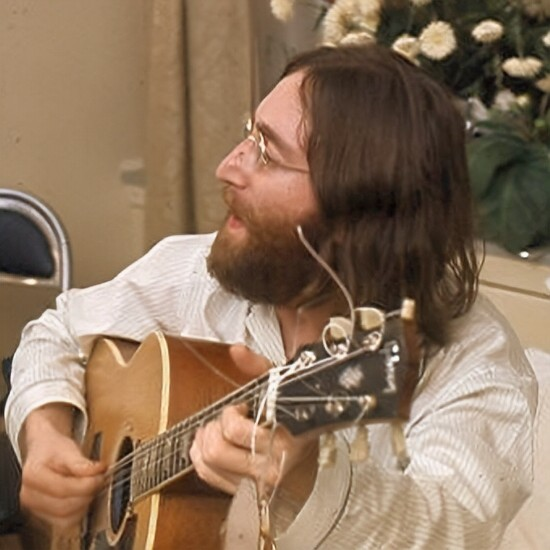
John Lennon durante un Bed-In nel 1969

Al primo bed-in olandese ne seguì un altro: la coppia in principio aveva scelto New York ma a Lennon era stato impedito l'accesso negli Stati Uniti per l'accusa di utilizzo di cannabis, così il viaggio di nozze proseguì in Canada, nella provincia del Québec, a Montréal. Di nuovo John e Yoko rimasero chiusi per una settimana, dal 26 maggio al 2 giugno, nella camera 1742 dell'Hotel Fairmont La Reine Elizabeth. Proprio durante questo bed-in, nella suite dell'hotel canadese il 1º giugno 1969 sotto la direzione di André Perry fu effettuata la registrazione di Give Peace a Chance, uno dei primi singoli targati Plastic Ono Band e inno del movimento pacifista internazionale.

### L'addio ai Beatles, Yoko Ono e la carriera solista

#### La fine dei Beatles ePlastic Ono Band(1970)
Quando John incontrò la giapponese Yōko Ono e instaurò una relazione con la donna, iniziarono i contrasti all'interno della band. Yoko – già nota artista d'avanguardia – non era infatti gradita agli altri componenti dei Beatles e uno dei motivi del loro scioglimento consiste proprio nell'allontanamento di John dal gruppo, imputato all'influenza della compagna. Dal 1968 John lavorò sempre più spesso con Yoko. Iniziò così la sua carriera da solista, che a poco a poco oscurò la sua immagine di Beatle.
(John Lennon)

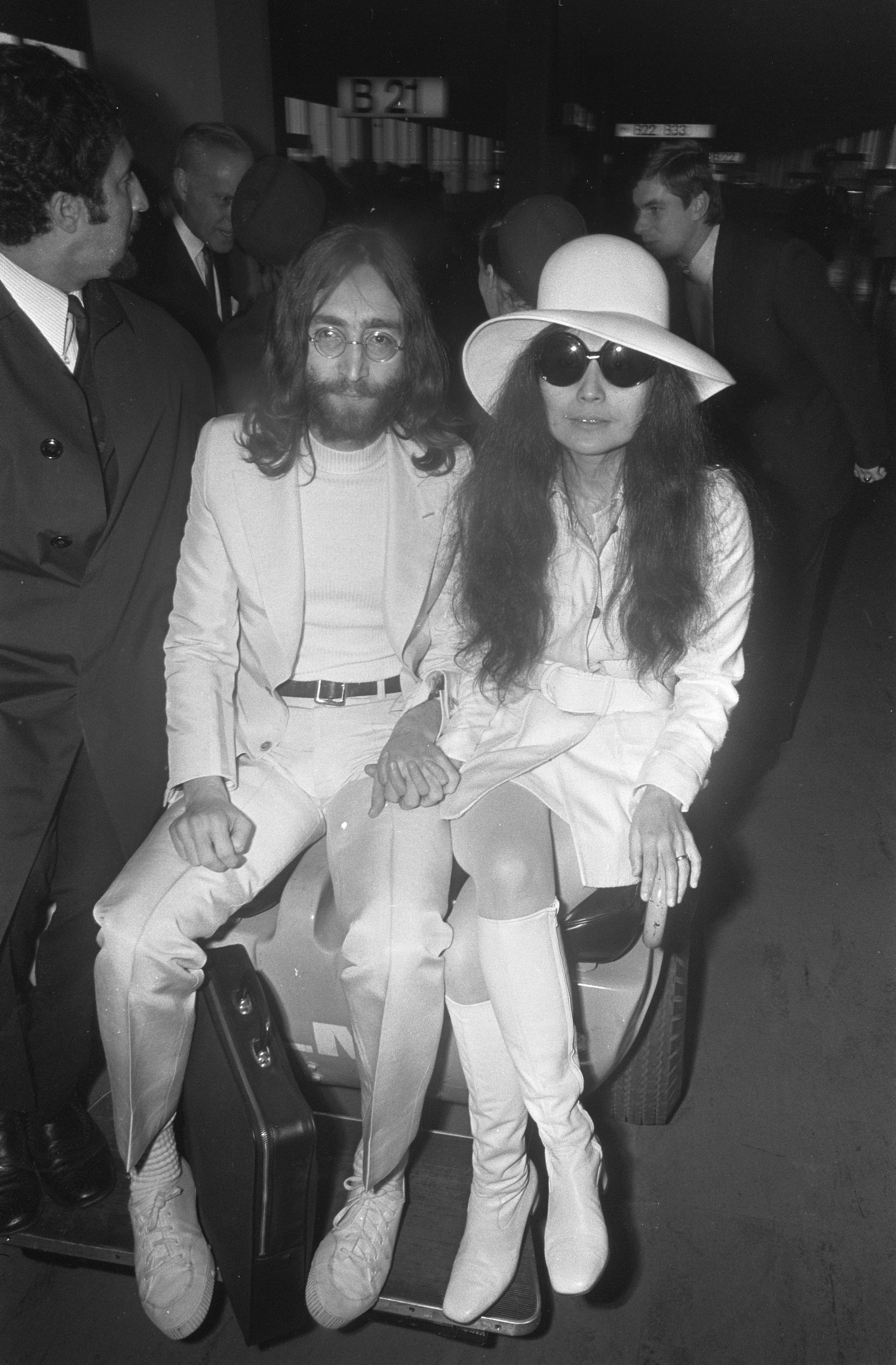
John Lennon e Yoko Ono in Olanda nel 1969

I Beatles si separarono ufficialmente nell'aprile del 1970, ma John, già emotivamente lontano, non ne risentì minimamente. Alla fine dell'anno, John e Yoko pubblicarono i rispettivi album come solisti, entrambi accompagnati dalla medesima formazione della Plastic Ono Band, con Ringo Starr, Klaus Voormann e Billy Preston. John Lennon/Plastic Ono Band contiene, tra le altre, Working Class Hero, un brano fortemente autobiografico e politicamente impegnato sulle pretese origini proletarie e sull'infanzia difficile di Lennon. L'album fu fortemente influenzato dalla Terapia dell'urlo primitivo, del dottor Arthur Janov, John aveva ricevuto una copia del libro di Janov The Primal Scream e confessò di esserne rimasto impressionato e accettò di intraprendere la terapia in prima persona. La tesi di Janov, basata sul presupposto che ogni persona sin dall'infanzia inizia a erigere difese psicologiche contro il mondo che lo circonda, consiste nell'abbattere queste barriere e l'unico modo per farlo è quello di regredire all'infanzia rivivendo i traumi della propria vita. John in questo modo riuscì ad affrontare il trauma subito con la morte della madre; da questa esperienza trarrà spunto per i brani di Plastic Ono Band. L'album infatti comincia con un brano intitolato Mother (che inizia con dei rintocchi di campana rallentati) e termina con My Mummy's Dead, una breve canzone anch'essa dedicata alla madre Julia. Il disco esorcizza i miti in cui Lennon aveva creduto durante gli anni sessanta, il brano God infatti contiene una lunga lista di tutte le cose in cui John non crede più e una di queste sono i Beatles, simbolicamente messi per ultimi nella lista. John nel brano afferma che "Il sogno è finito" ("The dream is over"), decretando definitivamente la fine degli anni sessanta e dei Beatles.
(John Lennon)
Agli inizi del 1971 pubblicò il singolo Power to the People, un brano corale che divenne anch'esso un inno della sinistra americana e dei manifestanti pacifisti contro la guerra del Vietnam, sebbene le foto pubblicitarie ritraessero il gruppo rivoluzionario giapponese Zengakuren.

#### Imagine(1971)

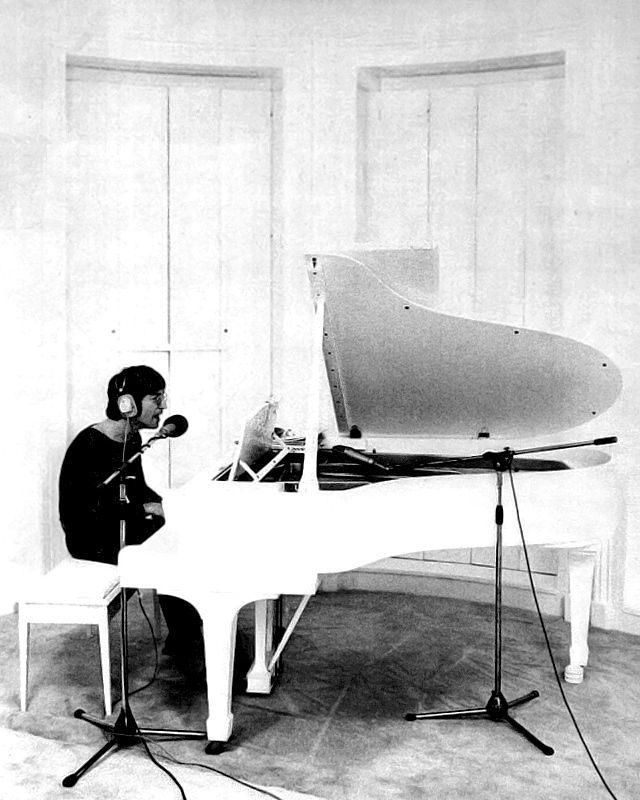
Locandina di Imagine su Billboard (1971)

A Plastic Ono Band seguì il primo trionfo di Lennon come solista, l'album Imagine, arrivato ai primi posti delle classifiche, sia in Europa sia negli Stati Uniti. L'album sarebbe diventato il suo disco di maggior successo, soprattutto grazie alla grande notorietà della title track, diventata un inno internazionale del pacifismo:
(John Lennon)
I videoclip dell'epoca mostrano la villa di Lennon e Yoko come appariva nel pieno del loro "periodo bianco": le pareti, il pianoforte, persino gli abiti erano tutti rigorosamente bianchi. L'album fu prodotto da Phil Spector che, tra l'altro, introdusse l'effetto eco a risposta corta, riproposto anche nei due album successivi. La stampa internazionale si occupò esaurientemente dell'ennesima polemica a distanza tra Lennon e McCartney, culminata con la canzone How Do You Sleep?.

#### Some Time in New York City(1972)

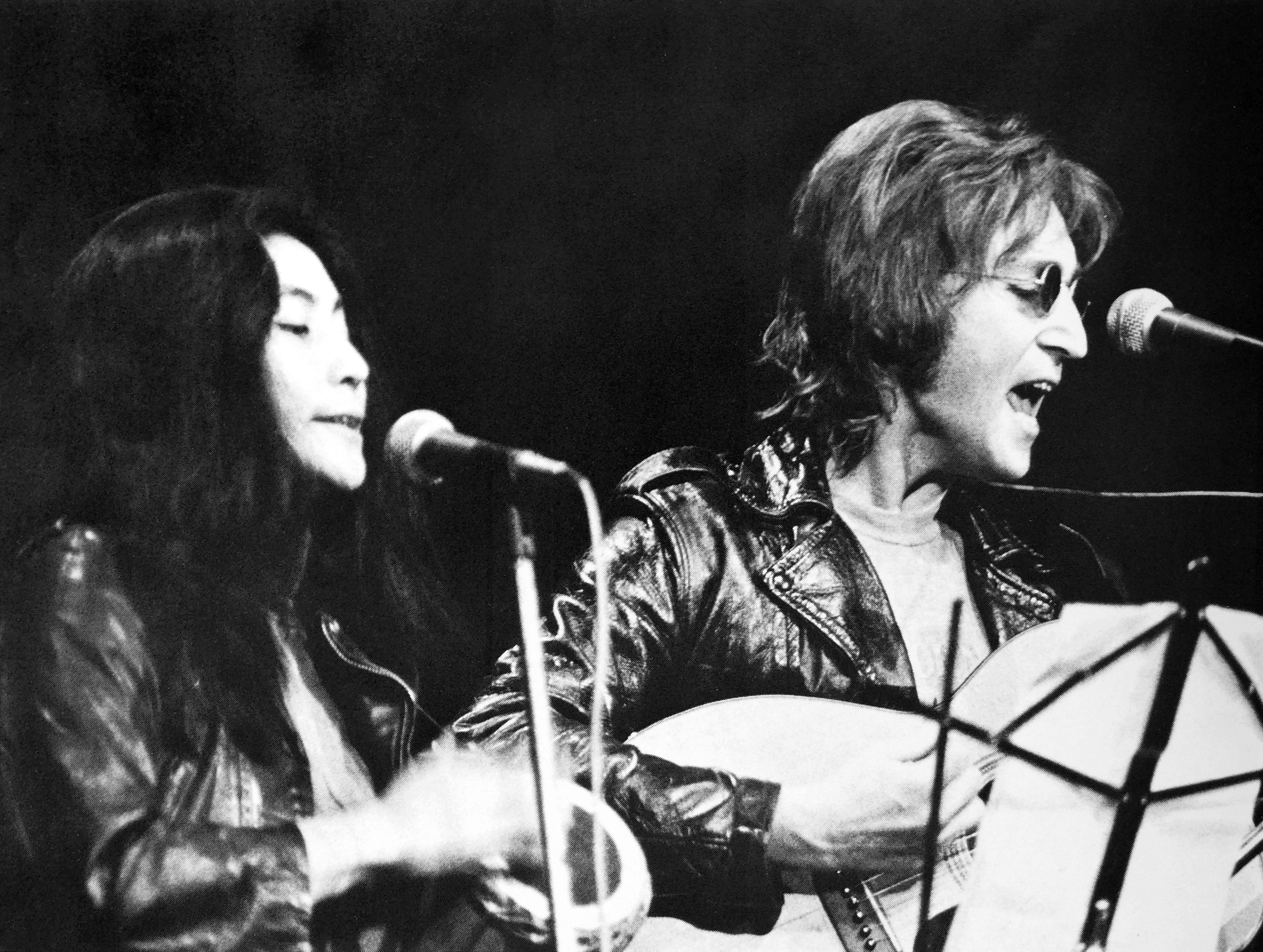
Yoko Ono e John Lennon al John Sinclair Freedom Rally (dicembre 1971)

Nel marzo 1972, la Plastic Ono Band si esibì dal vivo a New York con Frank Zappa e i Mothers of Invention. Il concerto trova posto sul successivo album solista di Lennon, Some Time in New York City del 1972, che ha un'impostazione chiaramente politica. Il disco, che ebbe ottimi riscontri di vendite in Gran Bretagna e pessimi negli Stati Uniti, si avvaleva di prestigiose collaborazioni; alle incisioni del lato 3, per esempio, registrato dal vivo al Lyceum londinese, parteciparono Eric Clapton e George Harrison alla chitarra, Billy Preston e Nicky Hopkins alle tastiere, Klaus Voormann al basso, Keith Moon e Jim Gordon alla batteria.
Un'altra apparizione live importante fu quella con Yoko Ono e gli Elephant's Memory (gruppo newyorkese, noto soprattutto per la colonna sonora del film Un uomo da marciapiede) al concerto di beneficenza per la fondazione benefica One to One, che si svolse il 30 agosto 1972 al Madison Square Garden di New York. A fine anno, fu poi pubblicato il singolo Happy Xmas (War Is Over), che sarebbe diventato un tipico standard natalizio.
I rapporti di Lennon con l'industria discografica furono tumultuosi, poiché Lennon pretendeva la totale autonomia e indipendenza delle sue opere, mentre i discografici non accettavano un prodotto finito a scatola chiusa. È d'altronde vero che Lennon non finiva mai di stupire il mondo con le sue celeberrime provocazioni, come l'album Two Virgins, da molti ritenuto un'oscenità rivoluzionaria, come la restituzione, tra le lacrime della zia Mimi, dell'onorificenza e del titolo di Membro dell'Ordine dell'Impero Britannico (MBE), le continue battaglie, anche radicali, a favore dei comunisti e di alcuni personaggi molto discussi come John Sinclair e Angela Davis, il suo sostegno, anche finanziario, alle Black Panthers, ai movimenti femministi americani, alla rivista underground OZ, il tutto divulgato anche attraverso i testi e i titoli delle sue canzoni (come nell'album Some Time in New York City); proprio per questo, i discografici, e non solo loro, non si fidavano troppo delle sue iniziative, definite destabilizzanti.

### La temporanea separazione da Yoko, il "Lost Weekend"

#### Mind GameseWalls and Bridges(1973-1974)

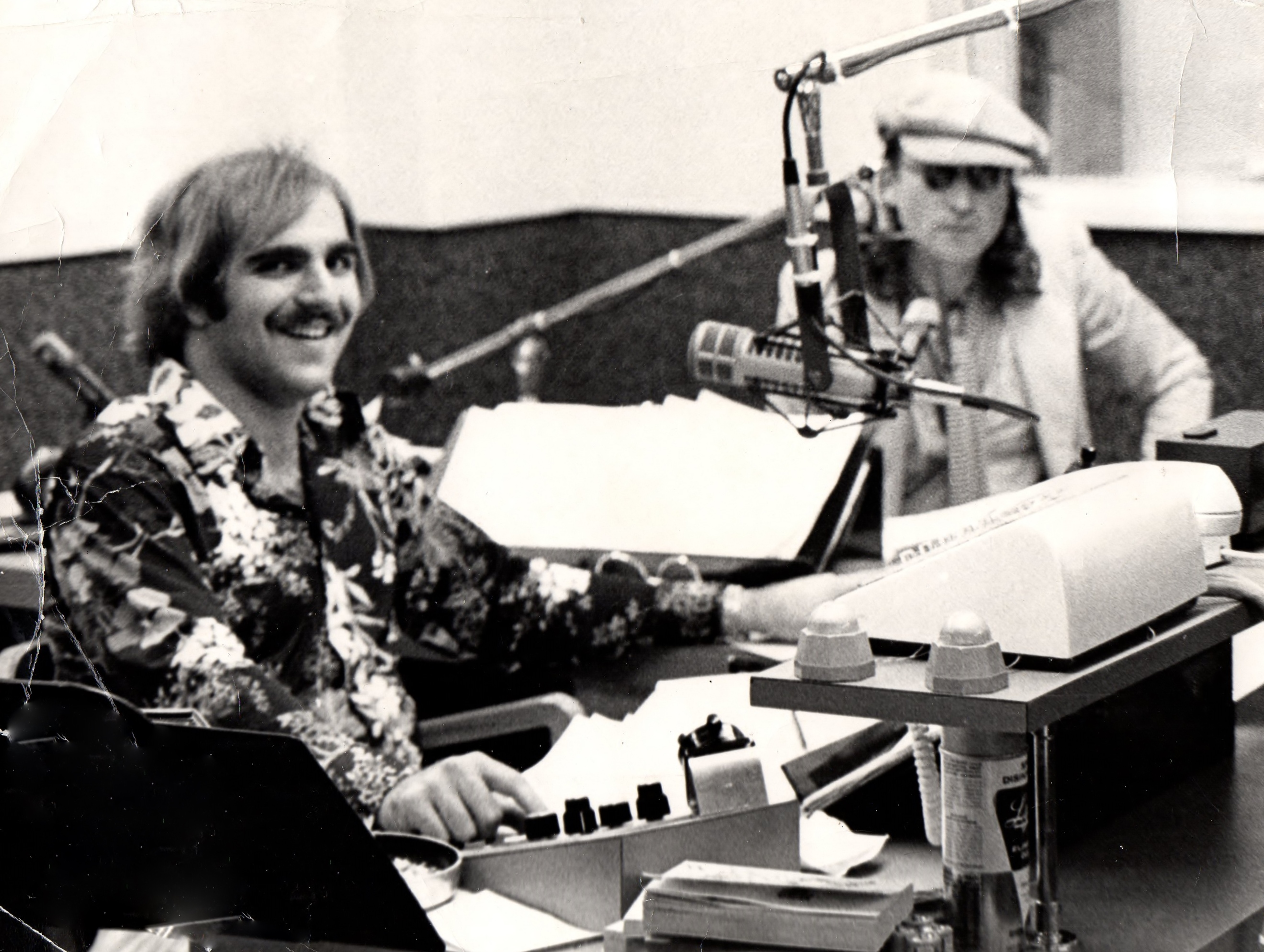
John Lennon (sullo sfondo) in studio nel 1975

Dal settembre 1973, John Lennon e Yoko Ono vissero un periodo di separazione che sarebbe durato diciotto mesi, durante i quali Lennon si trasferì in California, accompagnato dalla giovane segretaria personale di lei, May Pang. Questo periodo, che Lennon più tardi definì il suo «weekend perduto» (lost weekend), al di là di qualche bevuta di troppo con l'allegra brigata di Harry Nilsson, Ringo Starr, Keith Moon e alcuni altri – coi quali l'ex-Beatle fu il protagonista di alcuni coloriti episodi pubblici, puntualmente riportati dalla stampa – fu in realtà molto creativo dal punto di vista musicale. Alla fine del 1973 era uscito Mind Games, il suo primo album autoprodotto, che sembrò riportarlo allo stile di Imagine. Poi, dopo aver iniziato e successivamente accantonato una serie di registrazioni di standard di rock and roll anni cinquanta, nell'ottobre 1974 Lennon pubblicò l'apprezzato Walls and Bridges, il suo miglior album dai tempi di Imagine. Il disco, grazie al successo del singolo Whatever Gets You Thru the Night, arrivò al primo posto in classifica negli Stati Uniti.
Tra gli ospiti presenti in Walls and Bridges, c'era anche Elton John, il quale, convinto delle potenzialità di Whatever Gets You Thru the Night, nella quale doppiava la voce di Lennon, durante le registrazioni aveva fatto promettere a Lennon che, se la canzone fosse arrivata al Numero Uno in America, l'ex-Beatle sarebbe apparso dal vivo come ospite durante un suo concerto. Elton aveva visto giusto. La sera del 28 novembre 1974, per tener fede alla parola data, Lennon fece la sua apparizione al Madison Square Garden di New York e i due suonarono tre pezzi insieme: la hit del momento Whatever Gets You Thru the Night, Lucy in the Sky with Diamonds dei Beatles (riportata in auge proprio in quel periodo da un singolo-cover di Elton John) e I Saw Her Standing There. Fu quella l'ultima apparizione dal vivo di John Lennon e la si può trovare anche su disco.
Nel gennaio del 1975 Lennon piazzò un altro "Numero Uno" negli Stati Uniti, questa volta come coautore, grazie alla canzone Fame incisa da David Bowie. È da sottolineare che Lennon partecipò anche alla seduta di registrazione del brano suonando la chitarra e cantando come seconda voce.

#### Rock 'n' Rolle il ritiro dalla vita pubblica (1975)

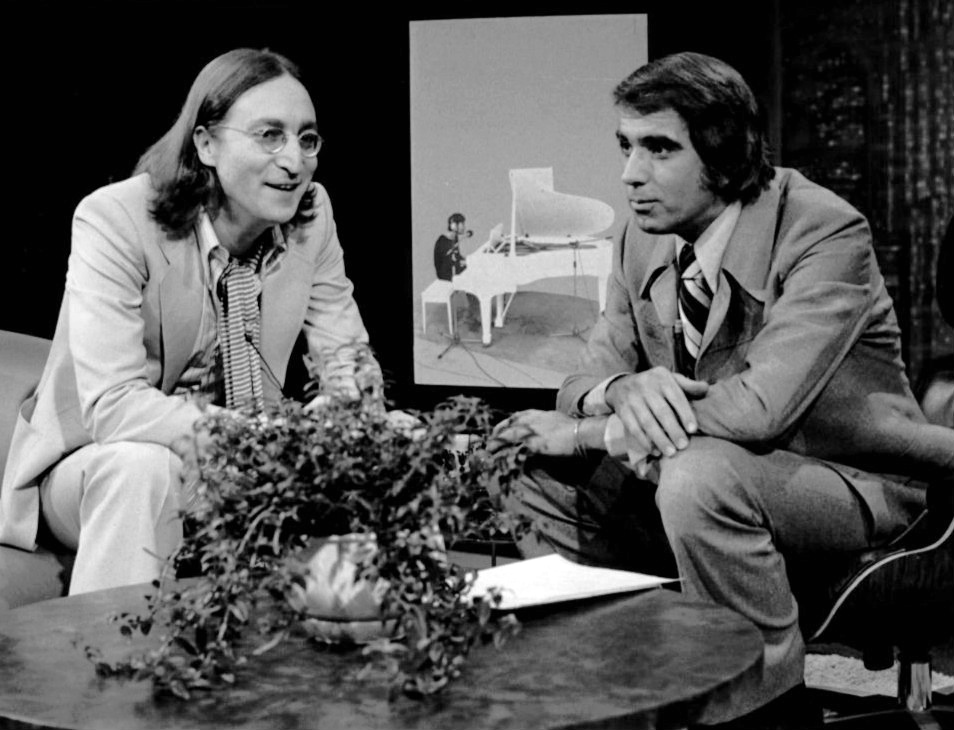
John Lennon (a sinistra), ospite in un programma televisivo nel 1975

Nel 1975 Lennon tornò a New York a vivere con Yoko Ono. Pubblicò un ultimo album, Rock 'n' Roll, contenente classici del rock anni cinquanta, che ebbe una storia emblematica. Innanzitutto ne esistevano due versioni: la prima si chiamava Roots, conteneva due canzoni non comprese nel secondo disco (Angel Baby e Be My Baby) e avrebbe dovuto essere distribuito, addirittura per corrispondenza, dalla etichetta "Adam VIII" di proprietà di Morris Levy, detentore dei diritti di gran parte delle canzoni degli anni cinquanta, che decise di pubblicarlo senza il consenso di Lennon. Il disco rimase sconosciuto a causa della scadente campagna promozionale e al boicottaggio dell'autore, che ne bloccò la commercializzazione, accelerando l'uscita della propria "versione", con il titolo di Rock'n'roll, caratterizzata dalla copertina con la foto che lo ritraeva ai tempi di Amburgo, da qualche traccia diversa e da modalità di distribuzione più consoni a quelle tradizionali della Apple.
Ebbe una buona accoglienza da parte del pubblico e della critica, grazie alle convincenti interpretazioni di Lennon. Annoveriamo la celeberrima Stand by Me di Ben E. King, Be-Bop-A-Lula di Gene Vincent e Peggy Sue di Buddy Holly. In seguito, Lennon commentò che il tutto aveva connotati "karmici": si ritirava dalle scene cantando le canzoni con le quali aveva iniziato la sua carriera.
Dopodiché, infatti, si ritirò dalla musica per cinque anni per stare vicino al figlio appena nato, Sean, e all'amore ritrovato, Yoko (anche se qualcuno mormora a causa di una dipendenza dall'eroina), ora che era libero da contratti e in grado di muoversi liberamente al di fuori degli Stati Uniti.

### Gli anni del ritiro
Negli anni seguenti John si ritirò dalla scena pubblica, e rinunciò anche a pubblicare dischi. In realtà non smise mai di comporre musica, come è testimoniato dalle innumerevoli registrazioni che effettuava solitamente con l'ausilio di un pianoforte o di una chitarra.
Bob Gruen, un fotografo della musica rock che in quel periodo frequentava John, riguardo agli anni del ritiro dalla vita pubblica disse:
(Bob Gruen)
Lennon continuava comunque a tenersi informato sugli avvenimenti del mondo della musica tramite le innumerevoli visite che aveva nella propria abitazione, anche se la cura del figlio aveva la priorità: infatti non ebbe mai intenzione di frequentare alcun amico che potesse fargli riprendere le vecchie abitudini. Per esempio, nel 1977, Mick Jagger, cantante dei Rolling Stones, si trasferì in un appartamento nelle vicinanze, ma tutti i tentativi di approccio di Jagger furono ignorati da John. Il cantante commentò così gli avvenimenti:
(Mick Jagger)

#### Double Fantasy(1980)

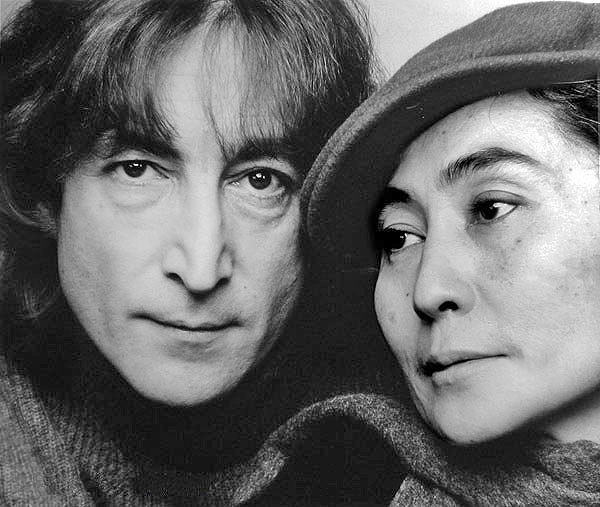
John Lennon e Yoko Ono nel 1980

Nel 1980, Lennon si recò negli studi di registrazione Hit Factory di New York per registrare un nuovo album, Double Fantasy, che venne pubblicato nel novembre di quello stesso anno.

#### L'assassinio

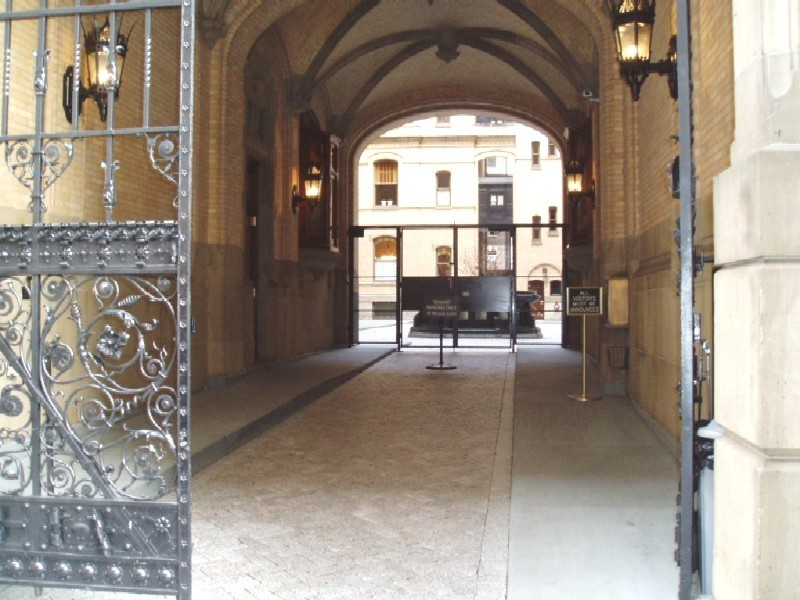
Entrata del Palazzo Dakota dove Lennon fu assassinato

Poche settimane dopo l'uscita del disco, la sera dell'8 dicembre 1980, intorno alle 22.50, al termine di un pomeriggio trascorso al Record Plant Studio, mentre Lennon si accingeva a rincasare con la moglie e si trovava di fronte all'ingresso del Dakota Building (il lussuoso palazzo in cui risiedeva, sulla 72ª strada, nell'Upper West Side a New York), un fan squilibrato di nome Mark David Chapman, 25 anni, esplose contro di lui cinque colpi di pistola colpendolo alle spalle quattro volte (il quinto colpo non andò a segno). Uno dei proiettili trapassò l'arteria succlavia e Lennon fece in tempo a fare ancora qualche passo salendo i gradini che portavano alla guardiola della sicurezza mormorando «I'm shot…» ("Mi hanno sparato..."), prima di cadere al suolo perdendo i sensi. Soccorso da una pattuglia di polizia, Lennon perse conoscenza durante la corsa verso il Roosevelt Hospital, dove fu dichiarato morto alle 23:15.
(John Lennon, 1969)
(John Lennon, 1971)

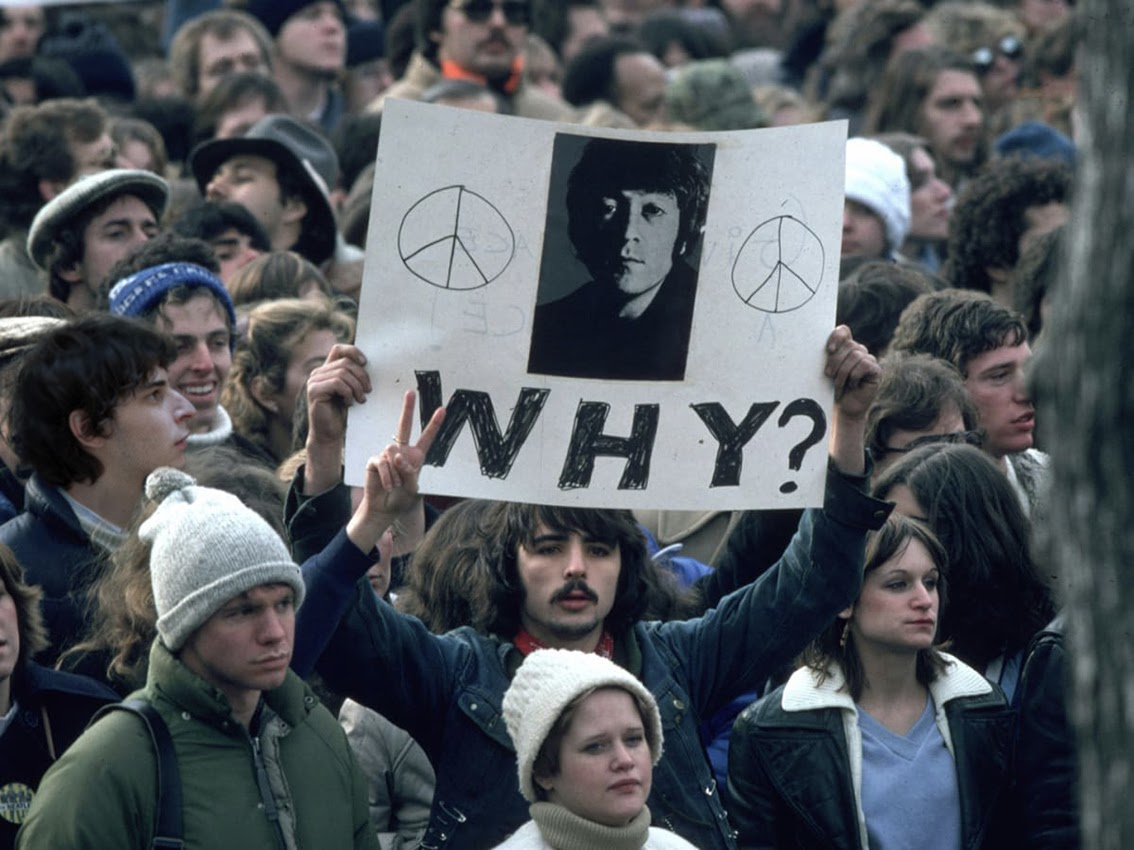
Folla di persone manifestano per le strade dopo la morte di John Lennon

Il 14 dicembre 1980 milioni di persone in tutto il mondo risposero all'appello della Ono di fermare ogni attività per 10 minuti di silenzio in onore di Lennon. Trentamila si riunirono a Liverpool, e circa 225 000 persone si recarono a Central Park, vicino al luogo del delitto. In questi dieci minuti, ogni stazione radiofonica di New York City sospese le trasmissioni.
Le spoglie di Lennon furono cremate al Ferncliff Cemetery di Hartsdale, New York, Contea di Westchester, e parte delle sue ceneri furono sparse nell'oceano Atlantico; nessun funerale venne celebrato e non si hanno notizie di una vera tomba dell'artista.
In un'intervista del 10 giugno 2007, rilasciata a Radio BBC dalla moglie Yoko Ono, si è appreso che Lennon, la sera della sua uccisione, stava andando a salutare il figlio Sean.
Nel testamento, Lennon aveva dichiarato Yoko Ono e il figlio Sean eredi universali e aveva anche disposto che una parte del patrimonio andasse a Julian, dopo il compimento dei 30 anni, appena fosse diventato maturo.

## Dopo la morte

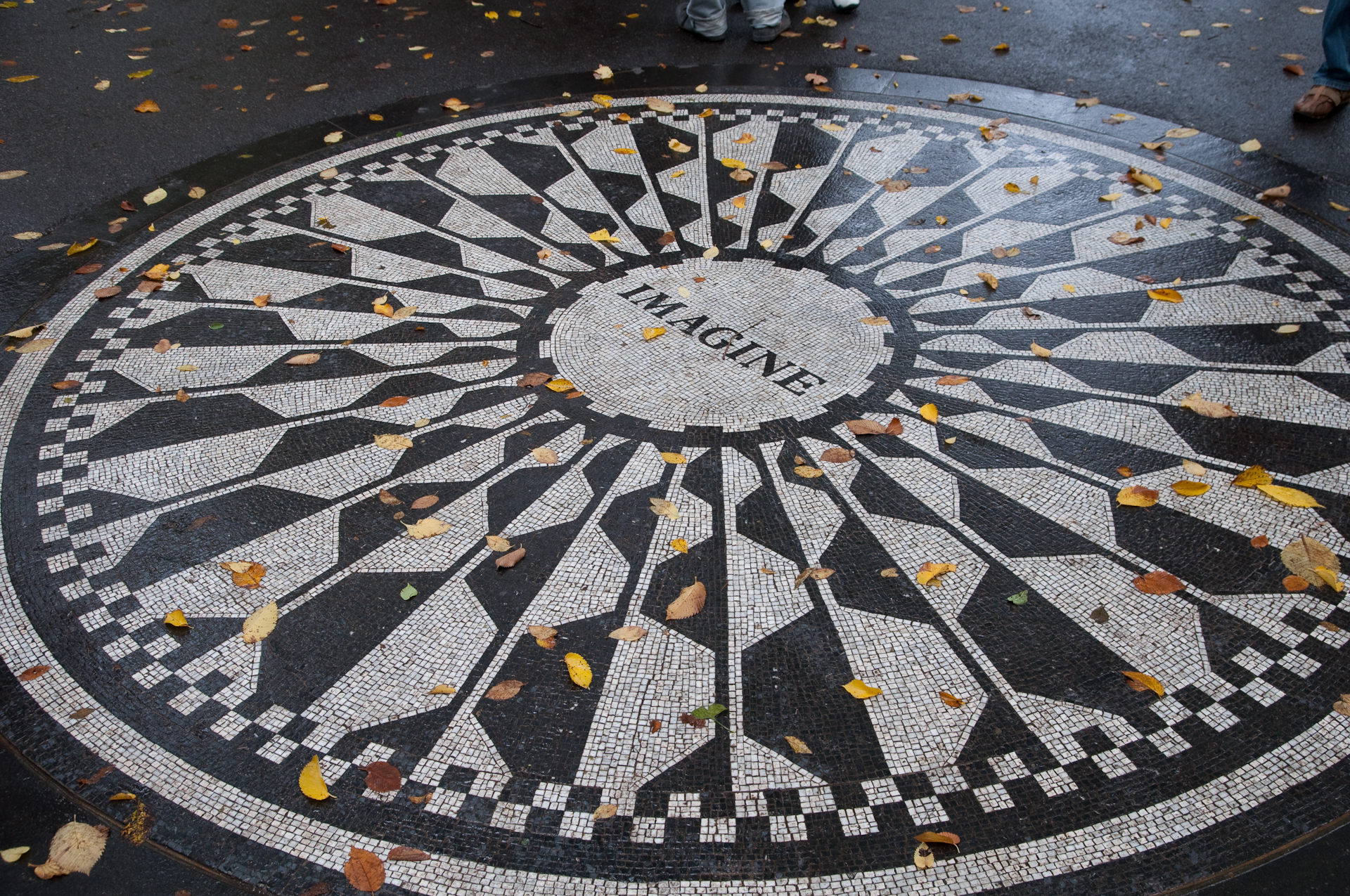
Strawberry Fields Memorial a Central Park, New York City

Dopo il tragico evento Double Fantasy balzò al primo posto in classifica, sia negli Stati Uniti sia nel Regno Unito, e gran parte dei dischi precedenti tornarono in auge. Tra la fine del 1980 e i primi mesi del 1981, Lennon fu infatti presente nelle classifiche con i singoli (Just Like) Starting Over, Give Peace a Chance, Happy Xmas (War Is Over), Imagine, Woman e Watching the Wheels, e con gli album Double Fantasy, Imagine, Walls and Bridges, Rock 'n' Roll e Shaved Fish.
La figura di John Lennon ha influenzato notevolmente la prima parte degli anni ottanta, periodo in cui molti artisti gli hanno dedicato canzoni di tributo. In particolare, nel 1981, i Roxy Music gli hanno dedicato, con molto successo, un'azzeccata versione di Jealous Guy, mentre gli ex colleghi George Harrison, Paul McCartney e Ringo Starr lo hanno ricordato, rispettivamente con All Those Years Ago (1981), Here Today (1982) e una cover di I Call Your Name (1990, in occasione del decennale della morte).

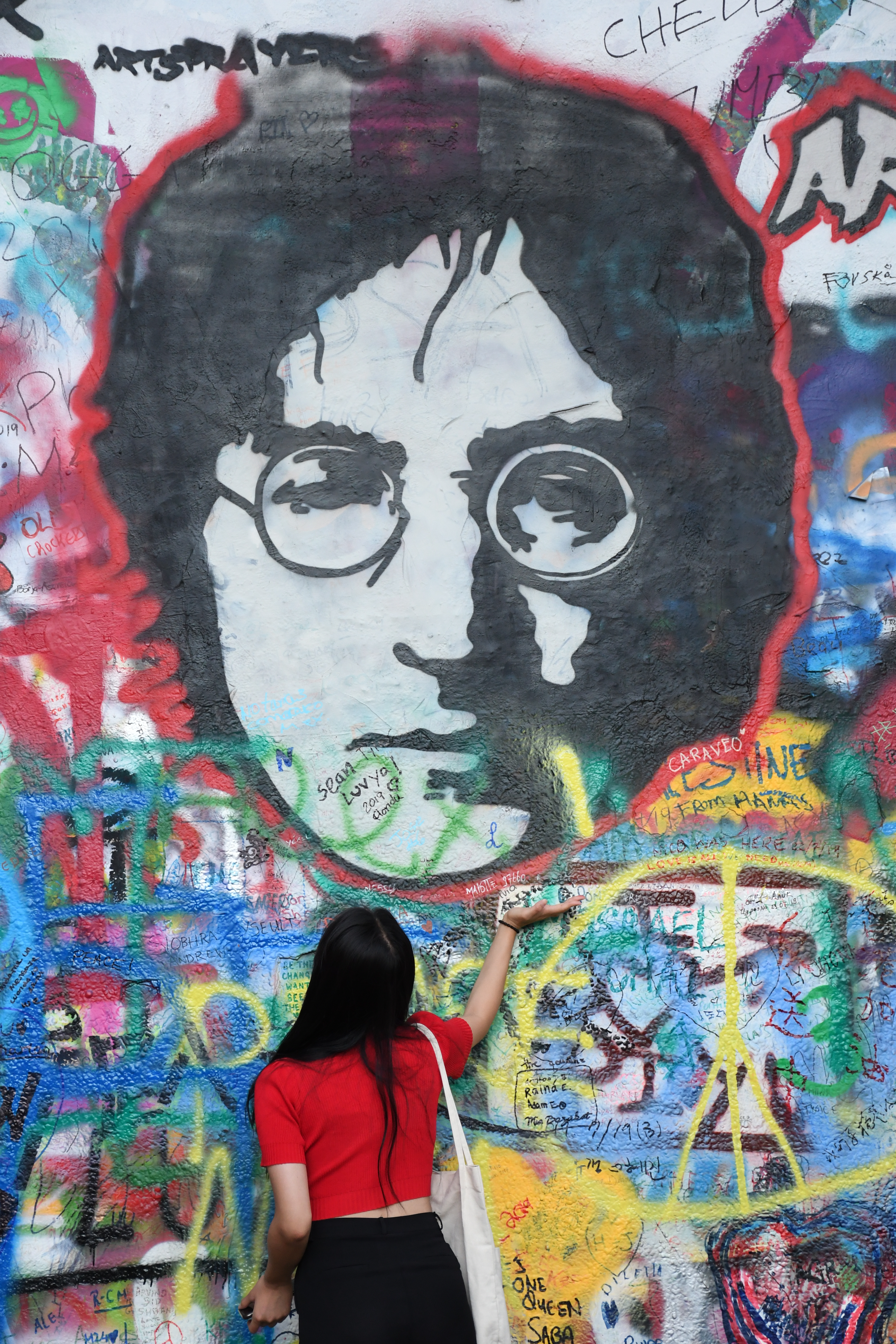
Ritratto immortalato sul Muro di John Lennon presso Praga

Per commemorare la figura dell'artista sono nate, a seguito della sua morte, iniziative spontanee che ne celebrano la musica e la vita, come successo a Praga con la creazione del Muro a lui dedicato dai fans che nel tempo lo hanno decorato con graffiti e dediche. A New York fu concepito dall'architetto paesaggista Bruce Kelly, capo del Central Park Conservancy, lo Strawberry Fields Memorial, a poca distanza dal Dakota e che venne ufficialmente inaugurato in occasione del quarantacinquesimo anniversario della nascita di Lennon, il 9 ottobre 1985, in presenza della vedova che ha contribuito economicamente alla sua creazione.

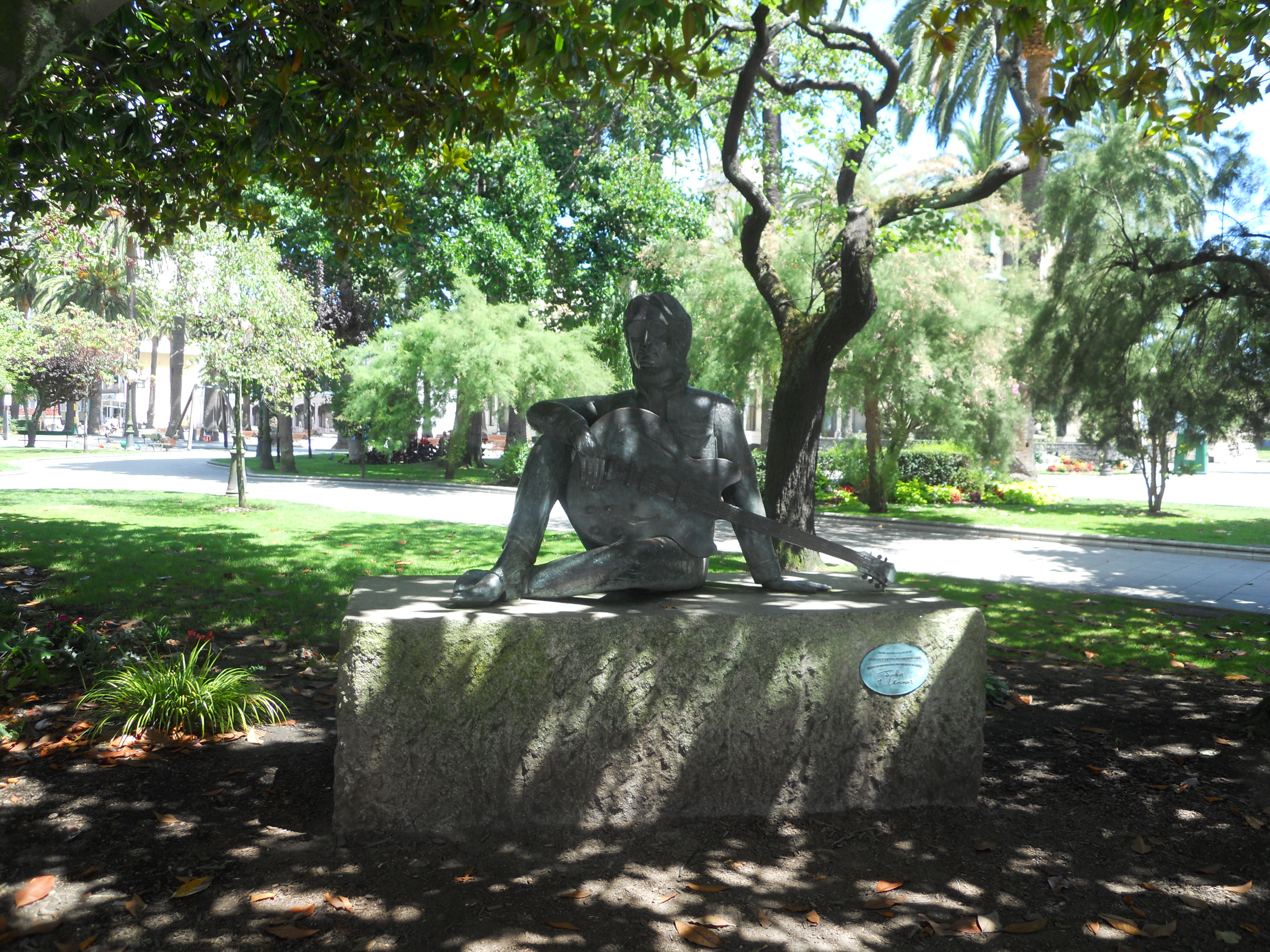
Statua di John Lennon nei giardini di La Coruña

Elton John, che aveva frequentato molto Lennon negli ultimi anni, ed era il padrino di suo figlio Sean, gli dedicò due canzoni: la strumentale The Man Who Never Died e la commovente Empty Garden (Hey Hey Johnny), nell'album Jump Up! del 1982, che viene eseguita anche dal vivo, accompagnata da un collage di filmati su John. Anche i Queen lo ricordarono, con la canzone Life Is Real (Song for Lennon), contenuta nell'album Hot Space del 1982. In Italia fu ricordato dai Pooh, che gli dedicarono la canzone Chi fermerà la musica (1981) e dopo un toccante incontro a New York con Yoko Ono, registrarono e pubblicarono un singolo contenente una cover di Happy Xmas (War Is Over), cantata a quattro voci da ogni elemento del gruppo.
Per quanto riguarda la discografia postuma, alla fine del 1982 è stata pubblicata la prima antologia, The John Lennon Collection, un album di grande successo. È poi seguìto Milk and Honey nel 1984, l'ultimo album contenente canzoni nuove, che era stato registrato nell'estate del 1980, contemporaneamente a Double Fantasy. Verso la metà del decennio, il figlio primogenito Julian, nato dal primo matrimonio, ha ottenuto un discreto successo come solista. Nel 1986, la registrazione del concerto "One To One" del 1972 è stata pubblicata sull'album Live in New York City. Successivamente, nel 1988, in risposta a una biografia, non autorizzata e ferocemente negativa nei confronti di Lennon, scritta da Albert Goldman, è stato realizzato il film documentario Imagine: John Lennon, la cui colonna sonora è stata pubblicata sull'album dallo stesso titolo.
Nel 1989, a un'asta di Christie's in cui vennero battute alcune memorabilia dei Beatles, apparve il Jukebox di John Lennon, acquistato poi per 2.500 £, dall'impresario musicale di Bristol John Midwinter. Lennon aveva acquistato il jukebox nel 1965, inserendovi quaranta canzoni tra le sue preferite, in modo da poterle ascoltare in tournée.
Nel 1990, in coincidenza con le ricorrenze di quello che sarebbe stato il 50º compleanno dell'artista e del 10º anniversario della sua scomparsa, l'opera solista di John Lennon è stata raccolta nel box quadruplo Lennon. Nel 1997, è stata pubblicata l'antologia Lennon Legend, che ha sostituito la celebre Collection del 1982. Alla fine del 1998, è stata poi la volta del cofanetto John Lennon Anthology, che presenta un assemblaggio di outtake, prove di studio e demo casalinghi inediti.
Nel 2000, presso L'Avana, in occasione del ventesimo anniversario della morte di Lennon è stata inaugurata una statua in bronzo del musicista opera dello scultore cubano José Ramón Villa Soberón. La statua è ubicata nel parco che da allora porta il suo nome.

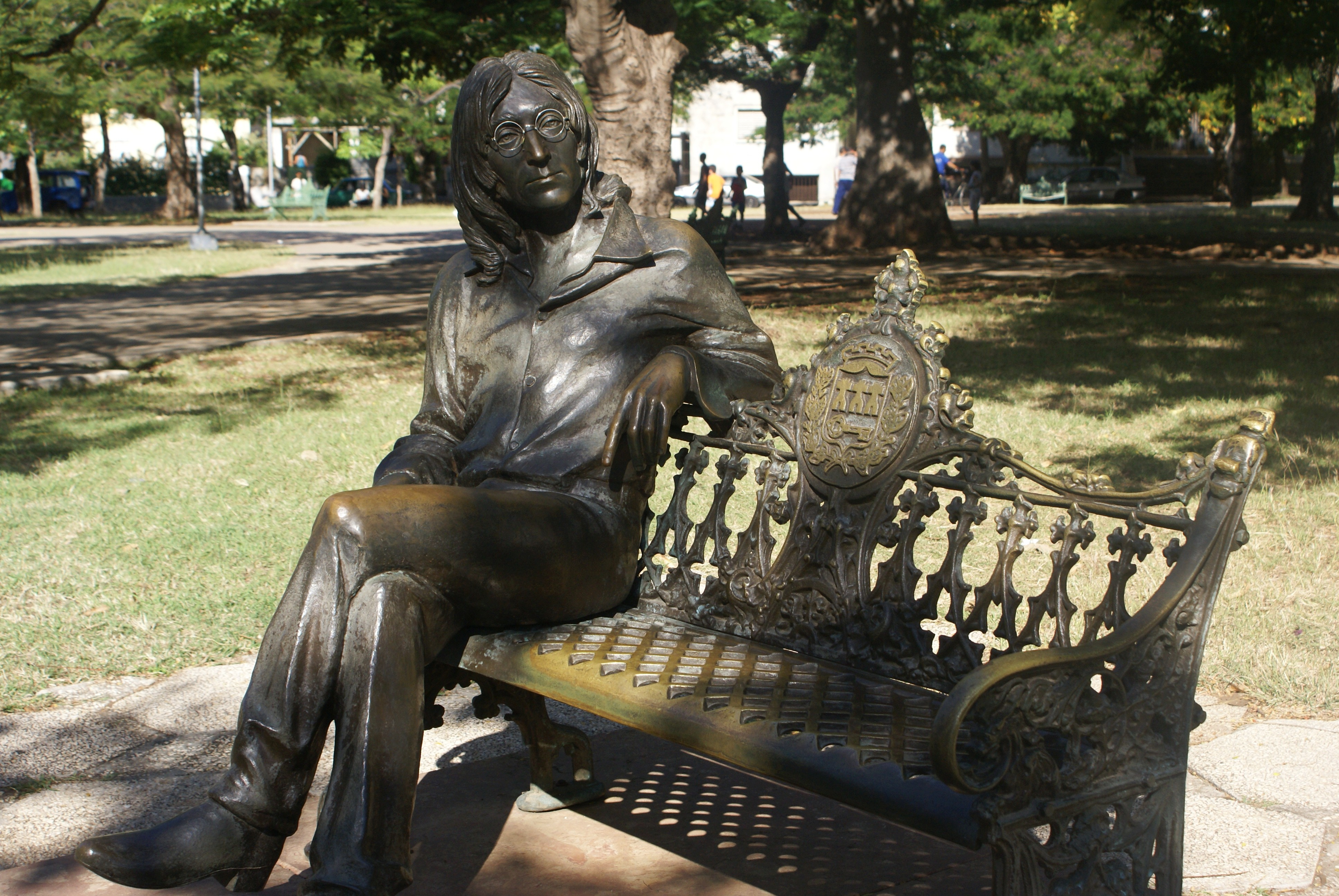
Statua di John Lennon all'Avana, Cuba

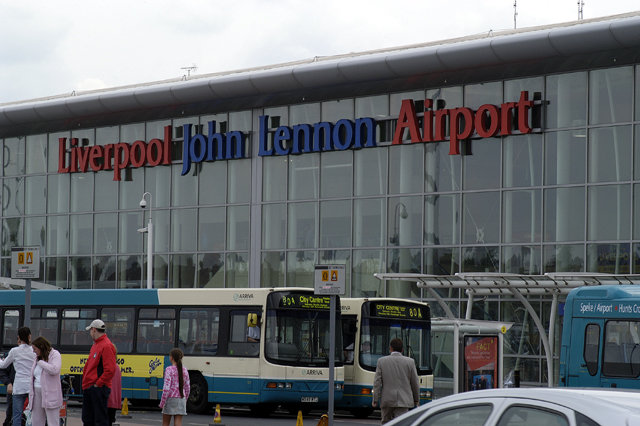
L'aeroporto di Liverpool

Nel 2001 si tenne un concerto di beneficenza in omaggio all'artista, col nome di Come Together: A Night for John Lennon's Words and Music dove si esibirono artisti come Alanis Morissette, Marc Anthony, Nelly Furtado e Craig David. Nel marzo 2002, la sua città natale, Liverpool, ha deciso di onorarlo, intitolandogli l'aeroporto cittadino e adottando come motto dello stesso una frase tratta dalla canzone Imagine: «Above us only sky» ("Sopra di noi solo il cielo").
Nel 2006 fu diffuso un nuovo documentario sulla vita del cantante dal titolo U.S.A. contro John Lennon, diretto da David Leaf. L'opera è incentrata sul periodo dell'attivismo politico di Lennon e descrive non solo le sue eclatanti proteste per la pace ma pure le continue "pressioni" subite dal cantante da parte dell'amministrazione Nixon affinché lasciasse gli Stati Uniti d'America.
Il 9 ottobre del 2007 Yoko Ono inaugurò un monumento alla memoria di Lennon, l'Imagine Peace Tower, sull'isola di Viðey, nei pressi di Reykjavík, in Islanda.
Nel marzo 2010 la nota casa automobilistica Citroën inserì un video di John Lennon in uno dei suoi spot. Alle critiche di chi l'aveva definita un'operazione commerciale deprecabile, non in linea con le idee di Lennon, Yoko Ono e Sean Lennon risposero difendendo la scelta, dettata dall'esigenza di mantenere vivo il ricordo del cantante presso l'opinione pubblica.
Il 9 ottobre 2010, in occasione del settantesimo anniversario della nascita, gli è stato dedicato un Monumento per la Pace allo Chavasse Park di Liverpool. La scultura, intitolata “Pace e Armonia”, rappresenta una sfera color arancio alla cui sommità si trova una colomba con una piuma nel becco. e riporta la scritta: “Pace sulla Terra per la preservazione della Vita. In onore di John Lennon 1940-1980”. All'inaugurazione ha presenziato il figlio Julian accompagnato dalla madre.

## Vita privata

### Cynthia Powell e il figlio Julian

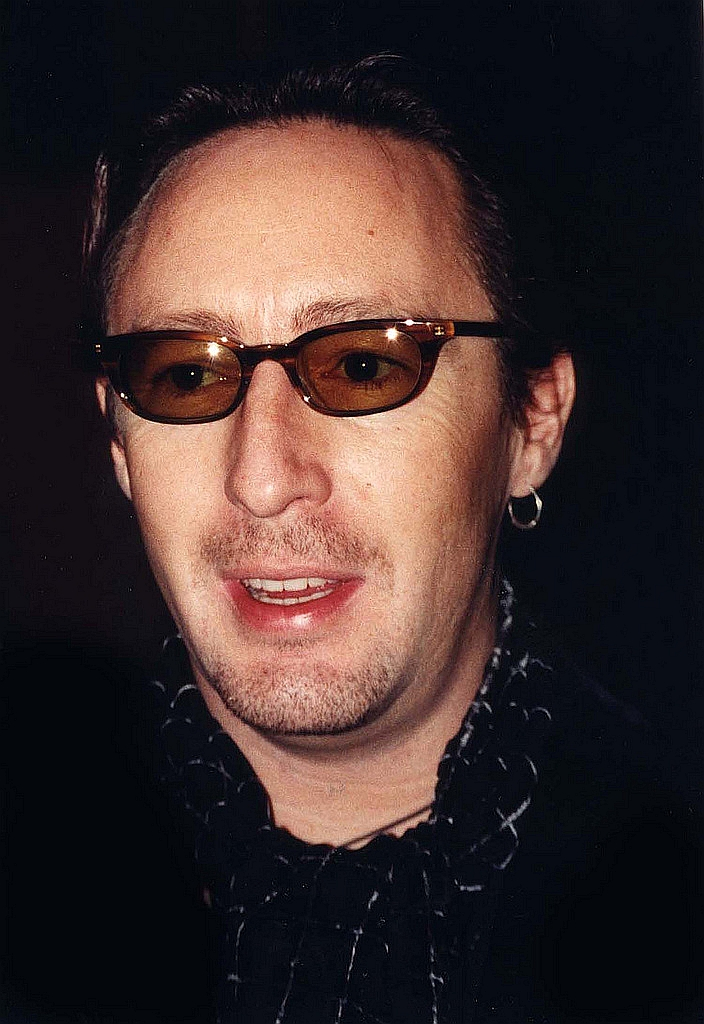
Julian Lennon, primogenito di John, nato nel 1963 dal primo matrimonio del padre con Cynthia Powell

John e Cynthia Powell si incontrarono al Liverpool Art College durante il 1957. A metà del 1962 Cynthia scoprì di essere incinta, e i due si sposarono il 23 agosto al Mount Pleasant Register Office di Liverpool, dove si erano sposati i genitori di John. La sera stessa John andò a suonare in un locale.
Il manager Brian Epstein pensò che l'idea di un Beatle sposato potesse essere sgradita alle fan e quindi insistette con John perché il matrimonio fosse tenuto segreto. Il figlio John Charles Julian Lennon nacque al Sefton General Hospital l'8 aprile 1963, mentre Lennon era in tournée. John lo vide solo per tre giorni, dopodiché andò in Spagna per una breve vacanza con Epstein, il che dette origine a molti pettegolezzi (Brian Epstein era omosessuale).
Julian Lennon ebbe sempre una certa freddezza e distanza nei rapporti con il padre, a causa della prematura separazione dei genitori, che ha poi generato in lui molti conflitti irrisolti. A causa di tutto ciò, Julian si affezionò molto di più a Paul McCartney che al padre (McCartney avrebbe dedicato a Julian la canzone Hey Jude). Julian più tardi avrebbe detto che «Paul and I used to hang about quite a bit... more than dad and I did. We had a great friendship going and there seems to be far more pictures of me and Paul playing together at that age than there are pictures of me and my dad» ("Paul e io eravamo spesso insieme, eravamo molto amici e ho più foto in cui giocavo con lui che con mio padre da bambino").

### Yoko Ono

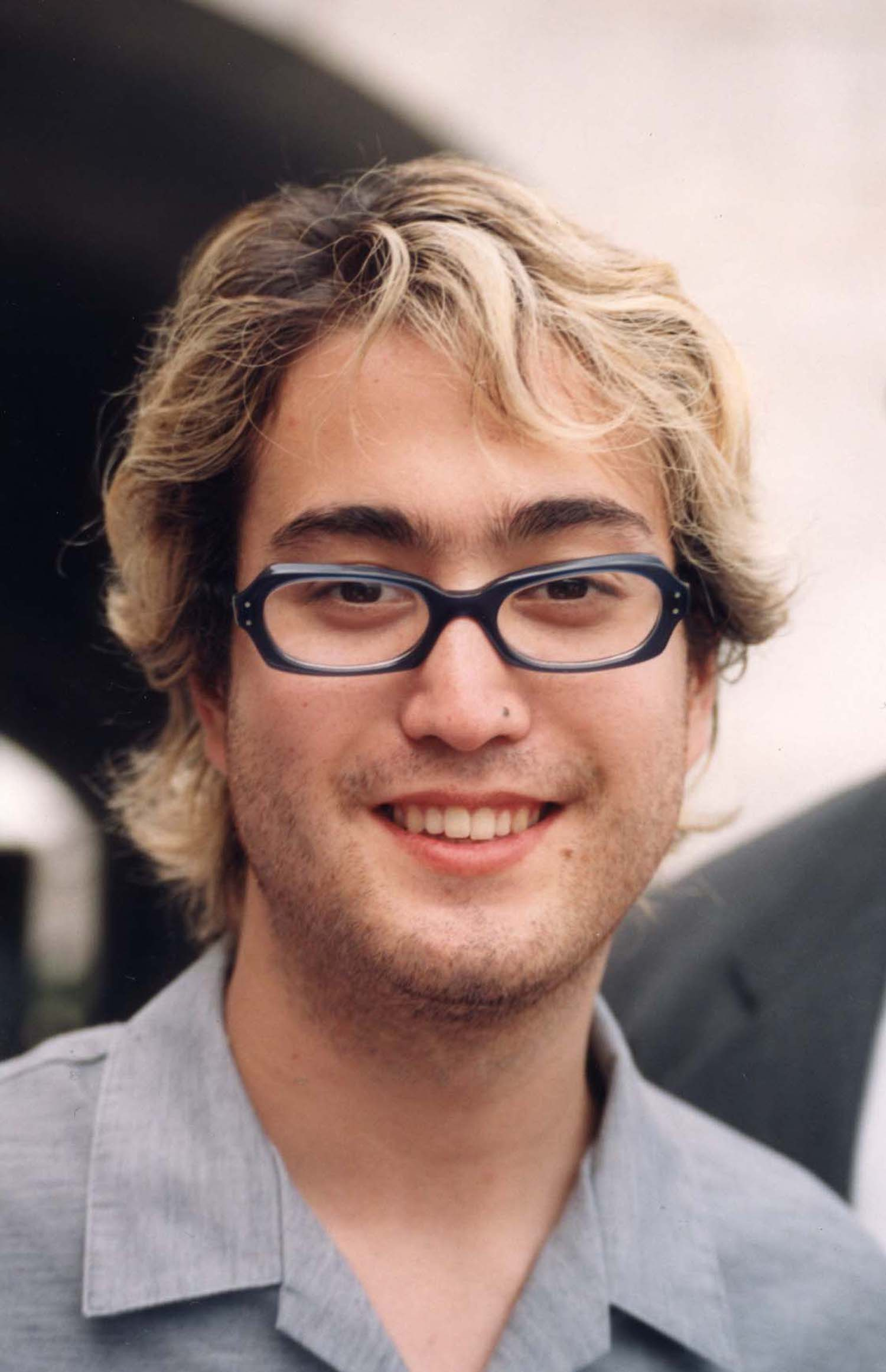
Il secondogenito Sean Lennon, avuto da Yoko Ono, è nato lo stesso giorno del padre (9 ottobre)

John incontrò Yoko Ono per la prima volta mentre quest'ultima stava esponendo alcune sue opere di arte moderna all'Indica Gallery di Londra il 9 novembre 1966. Lennon fu suggestionato dall'ironia e dall'interattività delle opere esposte, come l'installazione che prevedeva una scala davanti a una tela nera e che per mezzo di specchietti faceva leggere la parola "Yes". C'era anche una mela vera (o almeno che sembrava tale) esposta con la targhetta "Mela"; quando Lennon venne a sapere che il prezzo della mela era di 200 sterline pensò a uno scherzo, ma lo ritenne divertente. Un'altra opera consisteva in un muro dove i visitatori erano invitati a inserire un chiodo con un martello, ma poiché l'esibizione sarebbe dovuta iniziare solo il giorno successivo, la Ono vietò a Lennon di infilare il primo chiodo. Dopo le insistenze del cantante e dopo un'accesa discussione con il proprietario della galleria, la Ono permise a Lennon di mettere il primo chiodo, ma solo al prezzo di 5 scellini, quindi Lennon replicò: "Ti darò 5 scellini immaginari se tu mi lasci inserire un chiodo immaginario". Iniziarono a frequentarsi 2 anni dopo. Nella primavera del 1968 Yoko Ono rimase incinta di Lennon per la prima volta: il figlio, che avevano deciso di chiamare John Ono Lennon II, venne abortito spontaneamente il 21 novembre dello stesso anno, a gravidanza già avanzata. In seguito al divorzio di Lennon dalla prima moglie Cynthia, John Lennon e Yoko Ono si sposarono il 20 marzo 1969. Inizialmente dovevano sposarsi a Parigi, ma poi scelsero la rocca di Gibilterra (al consolato britannico), la quale, essendo territorio inglese, facilitò soprattutto le pratiche burocratiche di John. Nel giugno dello stesso anno Lennon annunciò che la Ono aspettava un bambino: la gravidanza si interruppe in modo spontaneo il successivo 12 ottobre. Agli inizi di marzo del 1970 Yoko Ono scoprì di essere nuovamente incinta. Anche questa terza gravidanza non arrivò però a termine e l'artista perse il bambino il 1º agosto successivo. In alcune biografie la causa dei ripetuti aborti sofferti dalla Ono è stata imputata all'abuso di sostanze stupefacenti di cui sia lei, sia Lennon, erano stati dipendenti. John Lennon e Yoko Ono ebbero cinque anni dopo il loro unico figlio, Sean, nato prematuro nel giorno del 35º compleanno di Lennon, il 9 ottobre 1975.
Lennon menzionò la Ono in molte delle sue canzoni. Quando era ancora nei Beatles scrisse The Ballad of John and Yoko e la menzionò implicitamente in Julia, una canzone dedicata alla madre, dove un verso recita Ocean child calls me, so I sing a song of love (traduzione: "La bambina dell'oceano mi chiama, così canto una canzone d'amore"); altre canzoni di Lennon sulla Ono sono: Oh Yoko!, e Dear Yoko.

### Rapporti con gli altri Beatles

#### Paul McCartney
L'ultima volta che Lennon suonò con Paul McCartney fu nel 1974 (quattro anni dopo lo scioglimento dei Beatles) in una sessione in uno studio di Los Angeles. Le registrazioni di questa session sono state raccolte in un bootleg album: A Toot and a Snore in '74.
Secondo quanto affermato da Lennon in un'intervista del 1980, l'ultima volta che i due si videro fu nel 1976, quando Paul si presentò improvvisamente a casa sua. In quell'occasione, mentre guardavano il Saturday Night Live alla televisione, il presentatore della trasmissione invitò in studio gli ex componenti dei Beatles in cambio di una somma di denaro. I due furono tentati di presentarsi allo studio, posto nelle vicinanze della casa di Lennon, ma desistettero per la stanchezza. Da quell'episodio è tratto il film Due di noi di Michael Lindsay-Hogg, già regista di Let It Be.

#### George Harrison
Per i primi anni George ha sempre avuto una sorta di timore per John che era più grande di 3 anni, forte, talentuoso e deciso. I due avevano un buon rapporto anche se John considerò George come "un ragazzino taciturno con la chitarra" per troppi anni per sua stessa ammissione. John scrisse alcune canzoni nei Beatles per farle cantare a George e lo incoraggiò a scrivere brani propri.
Suonò la chitarra e il dobro nell'album di Lennon Imagine (1971), dando un notevole contributo; chiese la partecipazione di Lennon al suo Concert for Bangladesh, a cui John non volle partecipare senza che fosse invitata anche Yoko Ono. Si incontrarono ancora nel 1974 a New York, strimpellarono insieme qualcosa, probabilmente non si videro più di persona. Nel 1980 George scrisse il libro autobiografico I Me Mine, dove in effetti Lennon ha un ruolo assolutamente marginale; John si risentì e lo esplicitò alla stampa. Dopo la morte di Lennon, avvenuta nel dicembre del 1980, George realizzò All Those Years Ago, un brano dedicato a John, anche se originariamente pensato per Ringo Starr; alla registrazione parteciparono anche lo stesso Ringo, Paul e Linda McCartney.

### Attivismo politico

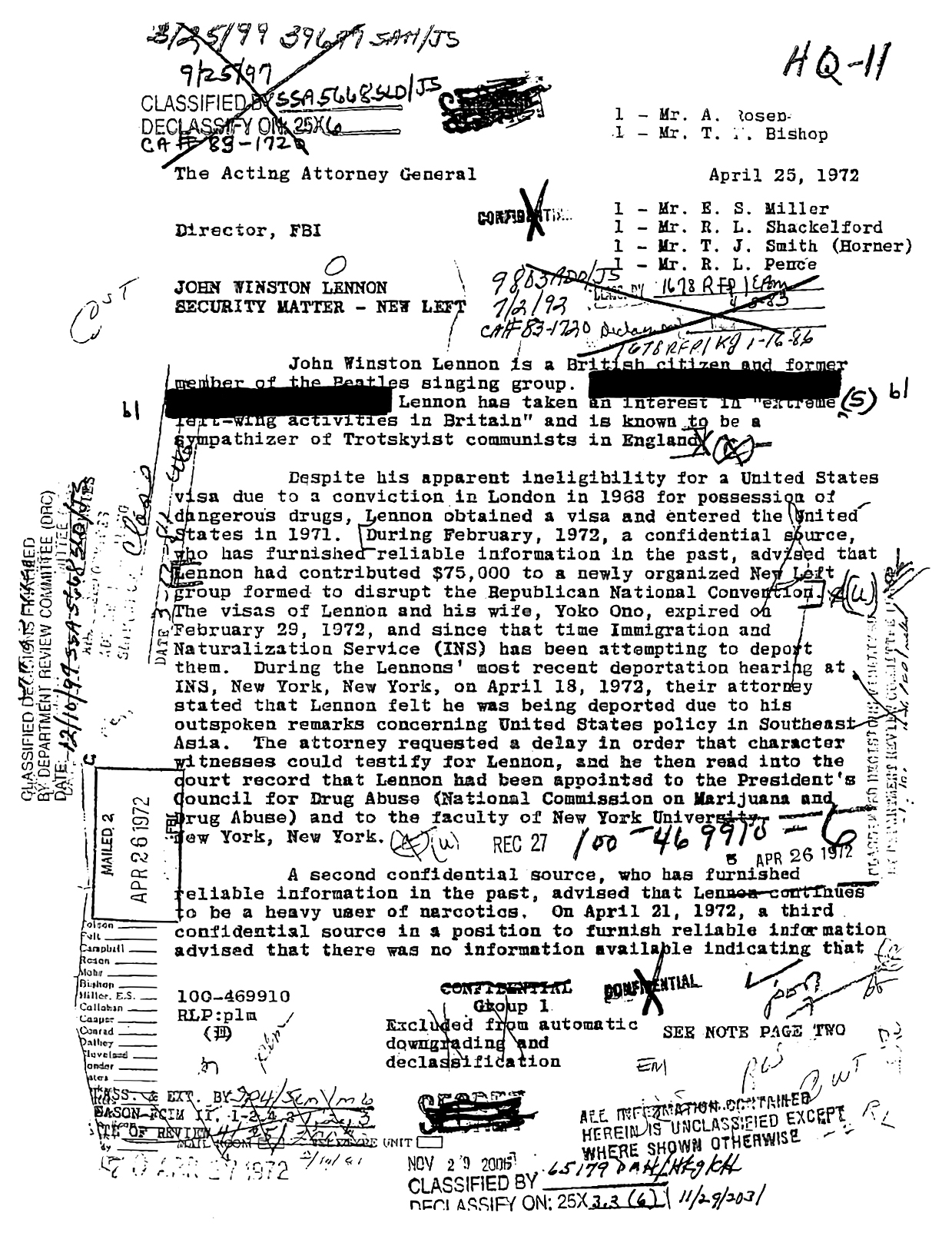
Rapporto desecretato dell'FBI su Lennon

Intimoriti dalle sue prese di posizione "estremiste" a favore di personaggi della sinistra radicale come Angela Davis o John Sinclair che avevano un forte impatto sulla gioventù statunitense (l'età 18-21 aveva appena avuto accesso al voto), nel 1972 il governo Nixon e l'FBI iniziarono una massiccia campagna di discredito nei confronti di John Lennon, negando innanzitutto il permesso di soggiorno in U.S.A, come documenta il film U.S.A. contro John Lennon. Leon Wildes, l'avvocato che lo difese da allora sino al 1976, decise di attuare la strategia legale di presentarlo come "personalità importante nelle arti, la cui presenza nello stato è di interesse nazionale". Per far questo, chiese e ottenne delle lettere di referenze da varie personalità artistiche, tra cui Andy Warhol, Clive Barnes, Jasper Johns, Stanley Kubrick, Elia Kazan, Claes Oldenburg, Leonard Bernstein e Virgil Thomson.
Dopo vari ed estenuanti rinvii, nel 1975 Lennon ottenne finalmente la ambita Green Card, che gli permetteva di risiedere liberamente sul suolo statunitense. Wildes telefonò subito a Lennon, che proprio in quel momento stava recandosi in ospedale perché Yoko stava partorendo. Tra l'altro quel giorno era pure il suo compleanno. «Nello stesso giorno» - ricorda un divertito Wildes - «vinse la causa, compì gli anni (35) e divenne padre di Sean». Secondo un suo assistente, Fred Seaman, sul finire degli anni settanta Lennon rivide radicalmente le proprie opinioni politiche e iniziò a esprimere supporto per Ronald Reagan e critiche per l'allora presidente Jimmy Carter. La credibilità di Seaman (peraltro condannato per il furto di oggetti personali dello stesso Lennon, fra cui i suoi diari) è però messa in discussione dall'autrice dell'articolo così come da altri commentatori.

### La tossicodipendenza
Importante è, per le conseguenze sulla vita e sull'arte di Lennon, la sua dipendenza dall'eroina. La sua prima assunzione insieme a Yoko Ono avvenne durante le incisioni del White Album; i due dichiararono di aver iniziato a farne uso per scaricare il nervosismo dovuto all'eccessiva attenzione dei giornalisti.
Per la paura degli aghi, l'eroina venne sempre da loro inalata e mai iniettata. Una delle prime conseguenze però di tale abuso – che divenne presto una tossicodipendenza – fu che il carattere di Lennon cambiò in peggio, come ha rivelato tra gli altri Geoff Emerick, contribuendo a esasperare quei contrasti all'interno del gruppo che ne portarono allo scioglimento.
Lennon intraprese vari tentativi di disintossicazione (come cantato da lui stesso in Cold Turkey), ma alla fine, come ha rivelato in un'intervista Yoko Ono, fu un solo fatto a rivelarsi decisivo: il loro fornitore, per elevare il suo profitto, aveva tagliato l'eroina con borotalco per bambini, diluendone di molto gli effetti, e questo, unito al timore degli aghi e al carattere di entrambi, facilitò di molto la coppia nel processo di disintossicazione.

## Stile musicale
Ricordato per essere l'anima "rock" dei Beatles nonché una delle massime personalità del melodismo pop contemporaneo, John Lennon si è cimentato in uno stile che oscilla fra la ballata e l'hard rock andando alla ricerca della melodia "innervata di ritmo, spesso sghembo e irregolare, atipico, diagonale". Dopo le prime pubblicazioni sperimentali, segnate dalla collaborazione con Yoko Ono, hanno visto la luce i primi veri e propri lavori da solista John Lennon/Plastic Ono Band (1970) e Imagine (1971), che spaziano fra brani tormentati e dai contenuti politicizzati a ballate romantiche e vibranti. Some Time in New York City (1972) presenta toni più rock e polemici che verranno mantenuti, seppur in maniera attenuata, anche nel controverso Mind Games (1973) mentre Rock & Roll (1975) è un omaggio a diversi artisti dell'omonimo genere.

## Strumentazione

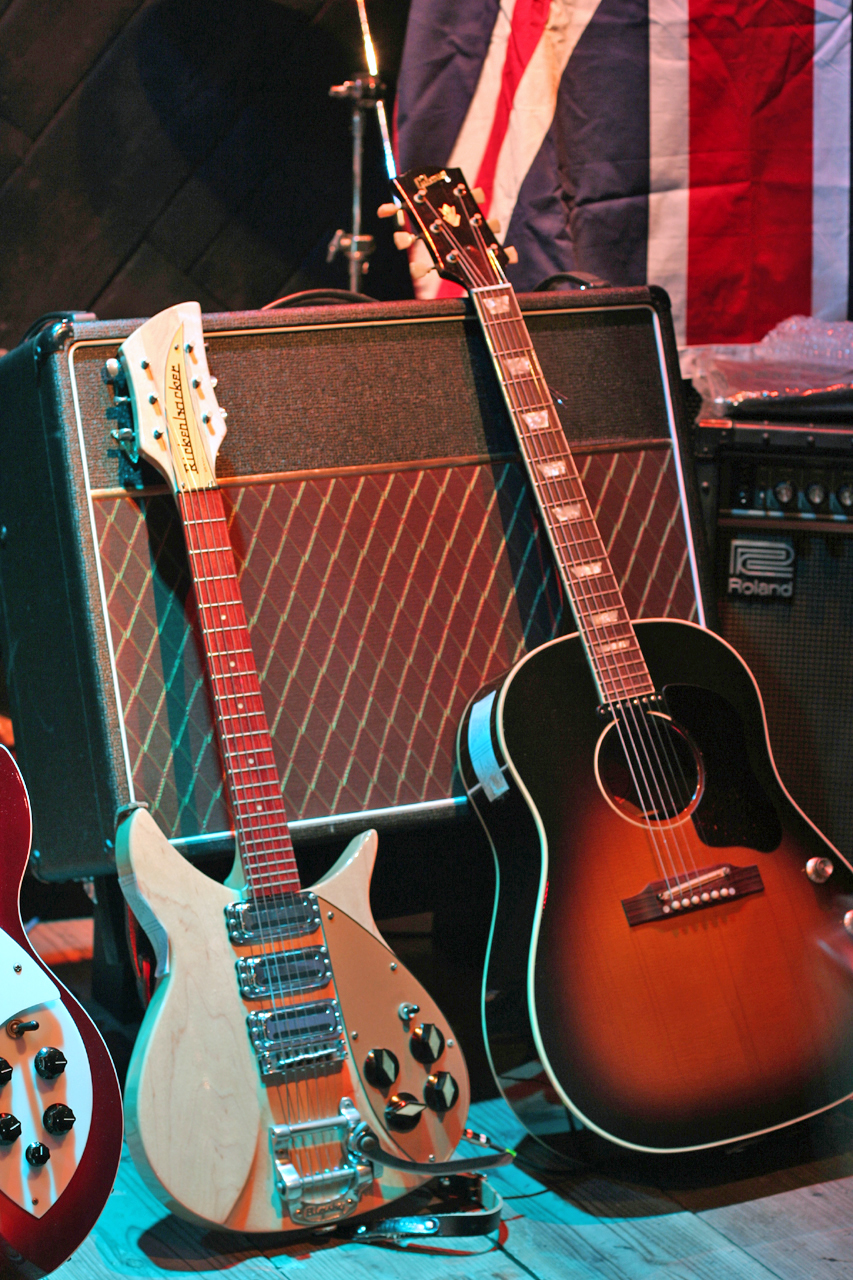
Un amplificatore Vox AC30 usato da Lennon e due delle sue chitarre: sulla sinistra una Rickenbacker 325 e sulla destra una Gibson J-160E

Uno dei primi strumenti musicali che furono suonati da John Lennon fu l'armonica, strumento che continuò a suonare anche negli anni a venire, e anche nei Beatles Love Me Do e I'm a Loser ne sono validi esempi.
(John Lennon)
In seguito la madre, Julia, gli insegnò a suonare parzialmente il banjo, e la madre stessa comprò a John la sua prima chitarra, una chitarra acustica. John, all'interno dei Quarrymen cominciò a suonare la chitarra ritmica, pur non conoscendo una vasta gamma di accordi; fu l'entrata di Paul McCartney all'interno dei Quarrymen, nel 1957, a dare un contributo decisivo alla crescita musicale del gruppo, infatti Paul insegnò a John diversi accordi. Durante gli anni seguenti si procurò diverse chitarre elettriche di cui fece un largo utilizzo. Durante il periodo amburghese dei Beatles utilizzò una Rickenbacker 325, che in seguito continuò a suonare anche nei primi anni della Beatlemania. Ma la chitarra più conosciuta per aver avuto un largo utilizzo da parte di John Lennon, ma anche di Paul McCartney e George Harrison, è la Epiphone Casino. John comprò la sua prima Epiphone Casino nel 1965, la fece modificare varie volte, cambiando anche i meccanismi interni e il colore. Lennon suonò anche altre chitarre, come la Gibson J-160E; e in certe occasioni, quando Paul McCartney suonava altri strumenti, John fece uso di alcuni bassi. Altri strumenti che utilizzò durante la sua vita furono il piano (anche elettrico) e il Mellotron (fra i primi musicisti).

### Chitarre
- 1957: Gallotone Champion
- 1958: Dallas Tuxedo
- 1959: Höfner Club 40
- 1960: Hofner Senator
- 1960: 1958 Rickenbaker 325 (in due colori differenti: jet-glo e maple-glo)
- 1962: 1962 Gibson J-160E
- 1964: 1964 Gibson J-160E
- 1964: 1963 Rickenbaker 325 Jet-glo
- 1964: 1964 Rickenbaker 325/12 Jet-glo
- 1964: Ramirez A-1
- 1964: 1964 Rickenbaker 325 (Rose-Morris) Fire-glo
- 1964: Framus 12-string ''Hootenanny''
- 1964: 1961 Fender Stratocaster
- 1965: 1963 Gretsch 6120 (Nashville)
- 1965: ''Russian'' guitar
- 1966: 1965 Epiphone E230TD Casino
- 1966: Guild Starfire XII (12-string)
- 1967: 1966 Vox Kensington
- 1967: 1965 Martin D-28
- 1971-73: Gibson Les Paul Junior
- 1974: Gibson Les Paul 25/50

Utilizzò inoltre una chitarra Hofner 5140 Hawaiian Standard, un 1968 Fender Jazz Bass (a 4 corde), un Fender Bass VI (a 6 corde) e il suo Steinway Upright Piano di colore bianco.

## Discografia

### Da solista
Album in studio
- 1968 - Unfinished Music No.1 - Two Virgins (con Yōko Ono)
- 1969 - Unfinished Music No.2 - Life with the Lions (con Yoko Ono)
- 1969 - Wedding Album (con Yoko Ono)
- 1970 - John Lennon/Plastic Ono Band
- 1971 - Imagine
- 1972 - Some Time in New York City (con Yoko Ono)
- 1973 - Mind Games
- 1974 - Walls and Bridges
- 1980 - Double Fantasy (con Yoko Ono)
- 1984 - Milk and Honey (con Yoko Ono) (postumo)
- 1986 - Menlove Ave. (postumo)

Live
- 1969 - Live Peace in Toronto 1969
- 1986 - Live in New York City (postumo)

Raccolte
- 1975 - Shaved Fish

Album di cover
- 1975 - Rock 'n' Roll

Raccolte postume
- 1982 - The John Lennon Collection
- 1998 - Lennon Legend: The Very Best of John Lennon
- 1998 - John Lennon Anthology
- 1998 - Wonsaponatime
- 2002 - Instant Karma: All-Time Greatest Hits
- 2004 - Acoustic
- 2005 - Peace, Love & Truth
- 2005 - Working Class Hero: The Definitive Lennon
- 2010 - Gimme Some Truth
- 2010 - Power to the People: The Hits
- 2010 - John Lennon Signature Box
- 2014 - Icon
- 2020 - Gimme Some Truth. The Ultimate Mixes

Colonne sonore
- 1988 - Imagine: John Lennon
- 2006 - The U.S. vs. John Lennon

## Filmografia e filmati promozionali
Durante la sua vita Lennon partecipò come attore a diversi film, inizialmente negli anni sessanta con i Beatles o senza di loro e in seguito, insieme alla compagna Yoko Ono realizzò diversi filmati di variata natura, alcuni per accompagnare i loro album. Nelle sue apparizioni cinematografiche come attore, è sempre stato doppiato (anche nel film d'animazione) dall'attore e doppiatore italiano Cesare Barbetti.

### Lungometraggi
- Tutti per uno - 1964: con i Beatles; regia di Richard Lester;
- Aiuto! - 1965: con i Beatles; regia di Richard Lester;
- Come ho vinto la guerra - 1966: interpreta la parte del soldato semplice Gripweed, regia di Richard Lester;
- Magical Mystery Tour - 1967: film con i Beatles, basato sulla musica dell'album Magical Mystery Tour; regia dei Beatles;
- Rape - 1968: regia di Yoko Ono, 78 minuti;
- Up Your Legs Forever - 1971: regia di John & Yoko, 70 minuti;
- Clock - 1971: film; regia di John & Yoko, 60 minuti;
- Imagine - 1972: realizzato come filmato promozionale per l'omonimo album. Regia di John & Yoko, 100 minuti.

### Cortometraggi mediometraggi
- Two Virgins - 1968: filmato incentrato sulla musica dell'album Unfinished Music No.1 - Two Virgins; regia di John & Yoko, 19 minuti;
- Rape Part II - 1968: regia di John & Yoko.
- Smile - 1969: regia di John & Yoko, 52 minuti.
- Honey Moon - 1969: filmato basato sul matrimonio e sulla luna di miele di John e Yoko, filmato ad Amsterdam durante il Bed-In. Regia di John & Yoko, 41 minuti.
- Self Portrait - 1969: filmato che riprende il pene di Lennon mentre passa dalla posizione di riposo all'erezione. Regia di John & Yoko.
- Apotheosis - 1970: regia di John & Yoko, 17 minuti;
- Fly - 1970: filmato che riprende il volo di una mosca sul corpo di una ragazza nuda; regia di John & Yoko;
- Erection - 1970: filmato che riprende la costruzione di un edificio; regia di John & Yoko;

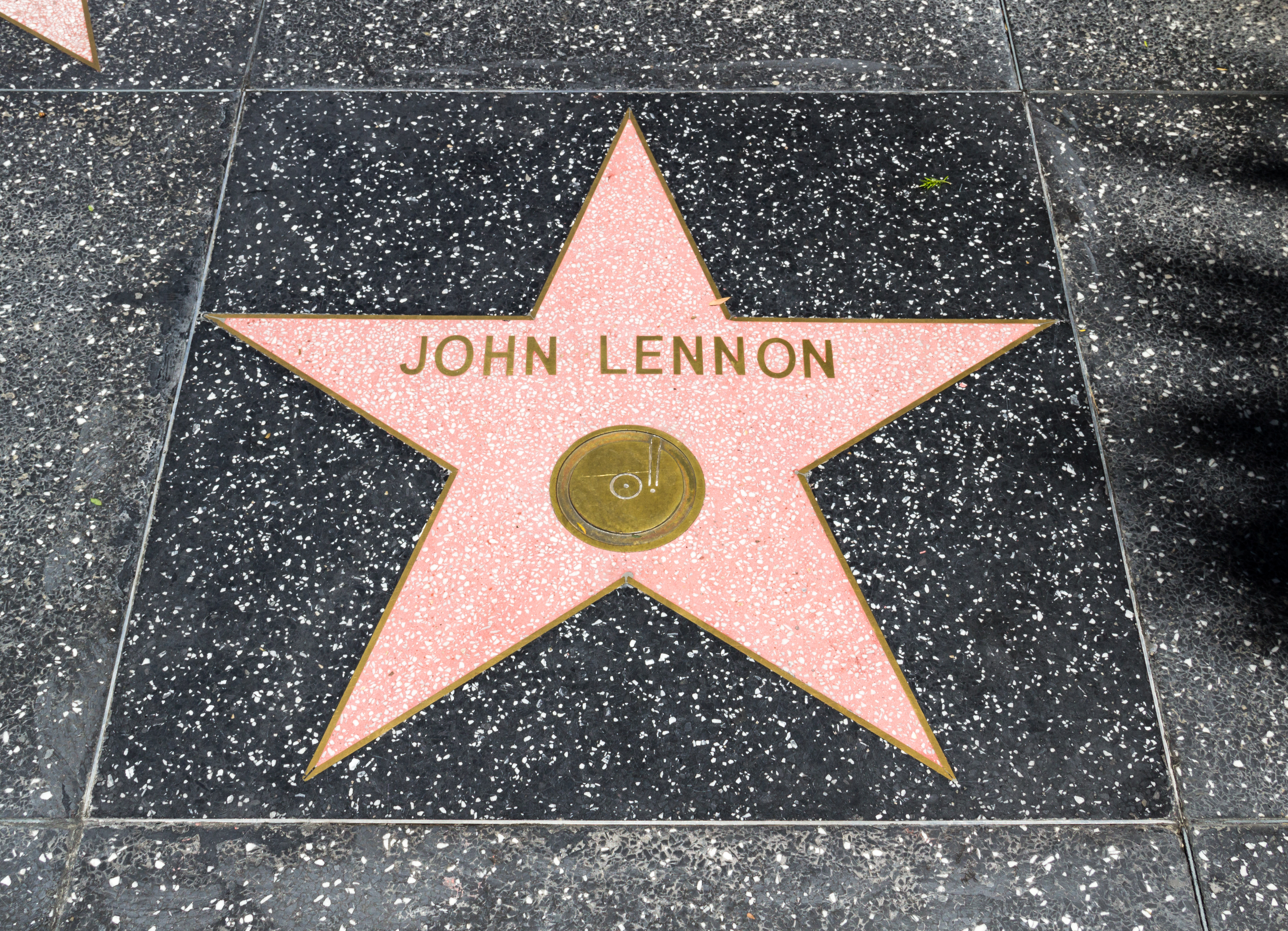
La stella dedicata a Lennon sulla Hollywood Walk of Fame

## Libri e opere scritte
John Lennon nel corso della sua vita si dedicò anche alla scrittura, anche se non fu una delle sue principali attività. John scrisse soprattutto durante l'adolescenza un gran numero di racconti satirici e umoristici, simili a quelli che compongono gli unici suoi due libri pubblicati quando era ancora in vita, durante gli anni sessanta (In His Own Write e A Spaniard in the Works). Nel 1986 fu pubblicato postumo (in Italia nel 2013), per volontà di Yoko Ono, Skywriting by Word of Mouthed; una raccolta di stralunati racconti brevi influenzati da Lewis Carroll e dalla scrittura surrealista, pagine di diario, annotazioni e aforismi scritti tra il 1976 e il 1980, e inframmezzati da disegni dello stesso Lennon.
- In His Own Write - 1964
- A Spaniard in the Works - 1965

Queste due opere, mai tradotte a suo tempo, vennero pubblicate soltanto nel 2001 in un unico libro intitolato Vivendo cantando.
- Skywriting by Word of Mouth - 1986 (Raccolta postuma dei racconti e degli schizzi di Lennon degli anni settanta).

## Riferimenti in altri media
- Del 1985 è il film per la televisione John and Yoko: A Love Story, diretto da Sandor Stern, che racconta la storia d'amore di John Lennon & Yōko Ono, a partire dal loro primo incontro nel 1966 e concludendo con l'assassinio di Lennon nel 1980.
- Nel corso degli anni sono usciti vari film che hanno raccontato l'omicidio di John Lennon, come The Killing of John Lennon, regia di Andrew Piddington (2007)[109] e Chapter 27, regia di J. P. Schaefer con Jared Leto nella parte di Mark David Chapman (2008).[110]
- Nel 2006 viene distribuito il documentario U.S.A. contro John Lennon, diretto da David Leaf, incentrato sul periodo dell'attivismo politico di Lennon e sui tentativi da parte dell'amministrazione Nixon di fargli lasciare gli Stati Uniti.
- Sulla sua adolescenza è incentrato il film del 2009 Nowhere Boy, in cui il cantautore è interpretato da Aaron Johnson.
- Del 2000 è il film biografico per la televisione La vera storia di John Lennon che segue l'adolescenza di Lennon e la prima fase dell'attività da musicista con i Beatles, fino alla prima tournée statunitense che portò il gruppo a esibirsi all'Ed Sullivan Show.
- Due di noi - The Beatles è un film tv del 2000 diretto da Michael Lindsay-Hogg, che racconta dell'incontro avvenuto nel 1976 a New York fra John Lennon e Paul McCartney, sei anni dopo lo scioglimento dei Beatles.
- Lennon Naked - Essere John Lennon è un film per la televisione prodotto nel 2010 da Edmund Coulthard, che vede nel ruolo del protagonista l'attore inglese Christopher Eccleston. Il film è uscito in Italia l’8 dicembre 2010, a 30 anni di distanza dalla morte del cantante.
- Il 30 aprile 2012 è uscito LennoNYC, un film documentario sulla vita del musicista dopo l'abbandono dei Beatles.
- Nel film Forrest Gump del 1994, il protagonista del film, Forrest Gump, incontra John Lennon in un talk-show americano e indirettamente gli suggerisce le parole di Imagine.
- I Met the Walrus è un cortometraggio animato del 2007 diretto da Josh Raskin. Il corto vede come protagonista John Lennon sotto forma di disegno animato.
- The Lennon Report (regia di Jeremy Profe, 2016) narra quel che successe dopo il trasporto di Jonh Lennon, morente, in ospedale, e di come per caso il giornalista Alan Weiss si trovasse al pronto soccorso quando vi arrivò Lennon. Il film segue i disperati tentativi per rianimarlo e il momento in cui fu resa nota la sua morte dai media.

## Memorabilia
- Nell'Hard Rock Café di Londra è custodita la famosa giacca dell'esercito degli Stati Uniti che indossava ai suoi concerti e anche un paio dei suoi famosissimi occhiali tondi, che continuava ad acquistare.
- Lennon è stato possessore di una Rolls-Royce Phantom V acquistata il 21 dicembre del 1965. Scelse un esemplare di colore nero ma, in seguito, la fece completamente dipingere con decorazioni psichedeliche dal team artistico olandese The Fool.[111] Fece anche modificare gli interni, facendo installare un letto a due piazze al posto del divano posteriore. Dopo essere stata utilizzata fino al 1977, percorrendo soltanto 29.283 miglia, fu donata da Lennon e Yoko Ono al Cooper-Hewitt Museum di New York. Questa vettura è ancora uno dei pezzi più pregiati della pop art e, dopo successive donazioni e vendite all'asta per cifre strabilianti, è successivamente stata conservata presso il Royal British Columbia Museum di Victoria (Canada).[112]